# Leichtathletik-Weltmeisterschaften 2011
| Medaillenspiegel (Endstand)    | Medaillenspiegel (Endstand) | Medaillenspiegel (Endstand) | Medaillenspiegel (Endstand) | Medaillenspiegel (Endstand) | Medaillenspiegel (Endstand) |
| Platz                          | Land                        | G                           | S                           | B                           | Gesamt                      |
| ------------------------------ | --------------------------- | --------------------------- | --------------------------- | --------------------------- | --------------------------- |
| 1                              | USA                         | 12                          | 9                           | 7                           | 28                          |
| 2                              | Kenia                       | 7                           | 8                           | 3                           | 18                          |
| 3                              | Jamaika                     | 4                           | 4                           | 1                           | 9                           |
| 4                              | Deutschland                 | 3                           | 4                           | 1                           | 8                           |
| 5                              | Großbritannien              | 3                           | 3                           | 2                           | 8                           |
| 6                              | Russland                    | 3                           | 1                           | 3                           | 7                           |
| 7                              | Volksrepublik China         | 2                           | 2                           | 4                           | 8                           |
| 8                              | Südafrika                   | 1                           | 2                           | 1                           | 4                           |
| 9                              | Australien                  | 1                           | 2                           | –                           | 3                           |
| 10                             | Äthiopien                   | 1                           | –                           | 4                           | 5                           |
| Vollständiger Medaillenspiegel |                             |                             |                             |                             |                             |

Die 13. Leichtathletik-Weltmeisterschaften fanden vom 27. August bis zum 4. September 2011 im Daegu-Stadion von Daegu in Südkorea statt. Mit dem südafrikanischen Sprinter Oscar Pistorius konnte sich erstmals ein Behindertensportler für die Leichtathletik-Weltmeisterschaften qualifizieren.

## Teilnehmende Nationen
Es nahmen Sportler aus 198 Ländern an den Wettbewerben teil.
Liste der teilnehmenden Nationen (in Klammern steht die Anzahl der qualifizierten Athleten):
| - Afghanistan (1) - Ägypten (5) - Albanien (1) - Algerien (10) - Amerikanisch-Samoa (2) - Amerikanische Jungferninseln (3) - Angola (2) - Anguilla (2) - Antigua und Barbuda (2) - Äquatorialguinea (2) - Argentinien (6) - Armenien (2) - Aruba (2) - Aserbaidschan (1) - Äthiopien (34) - Australien (41) - Bahamas (17) - Bahrain (11) - Bangladesch (1) - Barbados (4) - Belarus (22) - Belize (2) - Belgien (9) - Benin (2) - Bermuda (1) - Bhutan (1) - Bolivien (2) - Bosnien und Herzegowina (2) - Botswana (3) - Brasilien (26) - Britische Jungferninseln (1) - Brunei (1) - Bulgarien (7) - Burkina Faso (2) - Burundi (2) - Cayman Islands (1) - Chile (3) - Volksrepublik China (54) - Chinesisch Taipeh (7) - Cookinseln (1) - Costa Rica (2) - Dänemark (6) - Demokratische Republik Kongo (2) - Deutschland (71) - Dominica (1) - Dominikanische Republik (4) - Dschibuti (2) - Ecuador (5) - El Salvador (2) - Elfenbeinküste (2) - Eritrea (9) - Estland (9) - Fidschi (1) - Finnland (13) - Frankreich (39) - Französisch-Polynesien (1) - Gabun (2) - Gambia (2) - Ghana (6) - Gibraltar (1) - Grenada (3) - Griechenland (12) - Guam (2) - Guatemala (2) - Guinea (2) - Guinea-Bissau (2) - Guyana (1) - Haiti (3) - Honduras (2) | - Hongkong (2) - Indien (8) - Indonesien (2) - Irak (1) - Iran (7) - Irland (16) - Island (2) - Israel (4) - Italien (30) - Jamaika (45) - Japan (48) - Jemen (2) - Kambodscha (1) - Kamerun (2) - Kanada (28) - Kap Verde (1) - Kasachstan (14) - Katar (4) - Kenia (47) - Kirgisistan (2) - Kiribati (2) - Kolumbien (20) - Komoren (2) - Kroatien (6) - Kuba (31) - Kuwait (2) - Laos (2) - Lesotho (2) - Lettland (13) - Libanon (1) - Liberia (2) - Litauen (15) - Libyen (1) - Macau (1) - Madagaskar (1) - Malawi (2) - Malaysia (2) - Malediven (2) - Mali (2) - Malta (2) - Marokko (19) - Marshallinseln (1) - Mauretanien (2) - Mauritius (2) - Nordmazedonien (1) - Mexiko (10) - Föderierte Staaten von Mikronesien (2) - Moldau (3) - Monaco (1) - Mongolei (2) - Montenegro (2) - Mosambik (2) - Myanmar (1) - Namibia (2) - Nauru (2) - Neuseeland (8) - Nepal (2) - Nicaragua (2) - Niederlande (17) - Niger (2) - Nigeria (15) - Nördliche Marianen (2) - Norwegen (13) - Oman (1) - Österreich (4) - Osttimor (1) - Pakistan (1) - Palästina (1) | - Palau (2) - Panama (2) - Papua-Neuguinea (2) - Paraguay (1) - Peru (5) - Philippinen (2) - Polen (37) - Portugal (25) - Puerto Rico (8) - Republik Kongo (1) - Ruanda (2) - Rumänien (8) - Russland (76) - Salomonen (2) - Sambia (3) - Samoa (1) - San Marino (2) - São Tomé und Príncipe (2) - Saudi-Arabien (8) - Schweden (16) - Schweiz (15) - Senegal (2) - Serbien (9) - Seychellen (2) - Sierra Leone (2) - Simbabwe (4) - Singapur (2) - Slowakei (8) - Slowenien (9) - Somalia (1) - Spanien (43) - Sri Lanka (2) - St. Kitts und Nevis (4) - St. Lucia (2) - St. Vincent und die Grenadinen (1) - Südafrika (32) - Sudan (3) - Südkorea (53) - Suriname (2) - Swasiland (2) - Syrien (1) - Tadschikistan (2) - Tansania (1) - Thailand (6) - Togo (1) - Tonga (2) - Trinidad und Tobago (16) - Tschad (2) - Tschechien (21) - Tunesien (5) - Türkei (20) - Turkmenistan (2) - Turks- und Caicosinseln (1) - Tuvalu (2) - Uganda (12) - Ukraine (55) - Ungarn (12) - Uruguay (2) - Usbekistan (7) - Vanuatu (2) - Venezuela (3) - Vereinigte Arabische Emirate (2) - Vereinigtes Königreich (59) - Vereinigte Staaten (127) - Vietnam (1) - Zentralafrikanische Republik (1) - Zypern (2) |

Luxemburg und Liechtenstein entsandten keine Athleten.

## Wettkampfrunden
Die Teilnehmer am Finalwettkampf wurden in bis zu drei Ausscheidungsrunden ermittelt. Im 10.000-Meter-Lauf, Marathonlauf, den drei Disziplinen im Gehen, im Sieben- und Zehnkampf fanden keine Vorausscheidungen statt.
| Termine der Wettkampfrunden | Termine der Wettkampfrunden | Termine der Wettkampfrunden     | Termine der Wettkampfrunden | Termine der Wettkampfrunden | Termine der Wettkampfrunden | Termine der Wettkampfrunden     | Termine der Wettkampfrunden | Termine der Wettkampfrunden |
| Disziplin                   | Männer                      | Männer                          | Männer                      | Männer                      | Frauen                      | Frauen                          | Frauen                      | Frauen                      |
| Disziplin                   | Voraus- scheidung           | Vorlauf (VL), Qualifikation (Q) | Halb- finale                | Finale                      | Voraus- scheidung           | Vorlauf (VL), Qualifikation (Q) | Halb- finale                | Finale                      |
| --------------------------- | --------------------------- | ------------------------------- | --------------------------- | --------------------------- | --------------------------- | ------------------------------- | --------------------------- | --------------------------- |
| 100 m                       | 27.08.                      | 27.08. (VL)                     | 28.08.                      | 28.08.                      | 27.08.                      | 28.08. (VL)                     | 29.08.                      | 29.08.                      |
| 200 m                       |                             | 02.09. (VL)                     | 02.09.                      | 03.09.                      |                             | 01.09. (VL)                     | 01.09.                      | 02.09.                      |
| 400 m                       |                             | 28.08. (VL)                     | 29.08.                      | 30.08.                      |                             | 27.08. (VL)                     | 29.08.                      | 29.08.                      |
| 800 m                       | 27.08. (VL)                 | 27.08. (VL)                     | 28.08.                      | 30.08.                      | 27.08. (VL)                 | 27.08. (VL)                     | 02.09.                      | 04.09.                      |
| 1500 m                      | 27.08. (VL)                 | 27.08. (VL)                     | 01.09.                      | 03.09.                      | 27.08. (VL)                 | 27.08. (VL)                     | 30.08.                      | 01.09.                      |
| 5000 m                      |                             | 01.09. (VL)                     |                             | 04.09.                      |                             | 30.08. (VL)                     |                             | 02.09.                      |
| 10.000 m                    |                             |                                 |                             | 28.08.                      |                             |                                 |                             | 27.08.                      |
| Marathonlauf                |                             |                                 |                             | 04.09.                      |                             |                                 |                             | 27.08.                      |
| 100 m Hürden                |                             |                                 |                             |                             |                             | 02.09. (VL)                     | 03.09.                      | 03.09.                      |
| 110 m Hürden                |                             | 28.08. (VL)                     | 29.08.                      | 29.08.                      |                             |                                 |                             |                             |
| 400 m Hürden                |                             | 29.08. (VL)                     | 30.08.                      | 01.09.                      |                             | 29.08. (VL)                     | 30.08.                      | 01.09.                      |
| 3000 m Hindernis            |                             | 29.08. (VL)                     |                             | 01.09.                      |                             | 27.08. (VL)                     |                             | 30.08.                      |
| 4 × 100 m                   |                             | 04.09. (VL)                     |                             | 04.09.                      |                             | 04.09. (VL)                     |                             | 04.09.                      |
| 4 × 400 m                   |                             | 01.09. (VL)                     |                             | 02.09.                      |                             | 03.09. (VL)                     |                             | 03.09.                      |
| 20-km-Gehen                 |                             |                                 |                             | 28.08.                      |                             |                                 |                             | 31.08.                      |
| 50-km-Gehen                 |                             |                                 |                             | 03.09.                      |                             |                                 |                             |                             |
| Hochsprung                  |                             | 30.08. (Q)                      |                             | 01.09.                      |                             | 01.09. (Q)                      |                             | 03.09.                      |
| Stabhochsprung              |                             | 27.08. (Q)                      |                             | 29.08.                      |                             | 28.08. (Q)                      |                             | 30.08.                      |
| Weitsprung                  |                             | 01.09. (Q)                      |                             | 02.09.                      |                             | 27.08. (Q)                      |                             | 28.08.                      |
| Dreisprung                  |                             | 02.09. (Q)                      |                             | 04.09.                      |                             | 30.08. (Q)                      |                             | 01.09.                      |
| Kugelstoßen                 |                             | 01.09. (Q)                      |                             | 02.09.                      |                             | 28.08. (Q)                      |                             | 29.08.                      |
| Diskuswurf                  |                             | 29.08. (Q)                      |                             | 30.08.                      |                             | 27.08. (Q)                      |                             | 28.08.                      |
| Hammerwurf                  |                             | 27.08. (Q)                      |                             | 29.08.                      |                             | 02.09. (Q)                      |                             | 04.09.                      |
| Speerwurf                   |                             | 01.09. (Q)                      |                             | 03.09.                      |                             | 01.09. (Q)                      |                             | 02.09.                      |
| Siebenkampf                 |                             |                                 |                             |                             |                             |                                 |                             | 29./30.08.                  |
| Zehnkampf                   |                             |                                 |                             | 27./28.08.                  |                             |                                 |                             |                             |

## Sportliche Leistungen

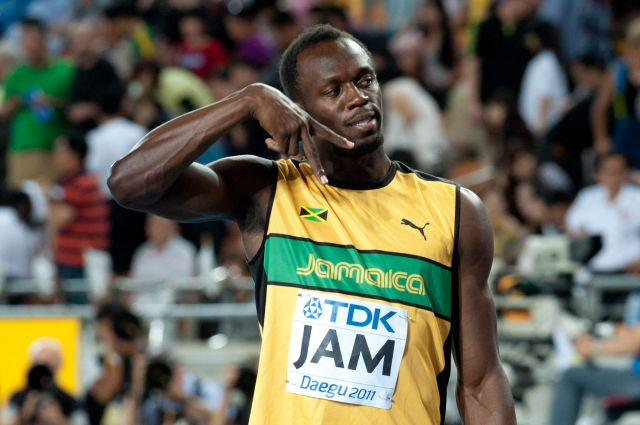
Usain Bolt führte die jamaikanische 4-mal-100-Meter-Staffel als Schlussläufer zum einzigen Weltrekord der Wettkämpfe

Das Leistungsniveau dieser Veranstaltung auf dem Saisonhöhepunkt war hoch, die in der folgenden Übersicht aufgelisteten Rekorde und Bestleistungen machen das deutlich.

### Rekorde und Bestleistungen
- Weltrekord
  - 4-mal-100-Meter-Staffel, Männer – Jamaika (Nesta Carter, Michael Frater, Yohan Blake, Usain Bolt) 37,04 s (Finale)
- Kontinentalrekorde
  - 50-km-Gehen, Männer – Andrés Chocho (Ecuador) 3:49:32 h (Amerikarekord), Finale
  - 4-mal-100-Meter-Staffel, Frauen – Brasilien (Ana Cláudia Silva, Vanda Gomes, Franciela Krasucki, Rosângela Santos) 42,92 s (Südamerikarekord), (Finale)
  - Stabhochsprung, Frauen – Fabiana Murer (Brasilien) 4,85 m (Amerikarekord), Finale
  - Speerwurf, Frauen – Sunette Viljoen (Südafrika) 68,38 m (Afrikarekord), Finale
- Weltmeisterschaftsrekorde
  - 100-Meter-Hürdenlauf, Frauen – Sally Pearson (Australien) 12,28 s (Finale)
  - Kugelstoßen, Frauen – Valerie Adams (Neuseeland) 21,24 m (Finale)
- Es wurden vierzehn Weltjahresbestleistungen aufgestellt.
- Darüber hinaus gab es 41 Landesrekorde.

### Erfolgreichste Sportler
Es gab fünf Athleten, die sich über Mehrfacherfolge freuen durften.
- Allyson Felix, USA – 4 Medaillen: 2-mal Gold (4 × 100 m / 4 × 400 m), 1-mal Silber (400 Meter), 1-mal Bronze (200 Meter)
- Carmelita Jeter, USA – 3 Medaillen: 2 mal Gold (100 Meter / 4 × 100 m), 1-mal Silber (200 Meter)
- Vivian Cheruiyot, Kenia – 2 Medaillen: 2-mal Gold (5000 Meter / 10.000 Meter)
- Yohan Blake, Jamaika – 2 Medaillen: 2-mal Gold (100 Meter / 4 × 100 m)
- Usain Bolt, Jamaika – 2 Medaillen: 2-mal Gold (200 Meter / 4 × 100 m)

Folgende Weltmeister waren bereits bei vorangegangenen Weltmeisterschaften siegreich:
- Allyson Felix, USA – 4 × 100 m: zweiter Sieg nach 2007 / 4 × 400 m: dritter Sieg in Folge, darüber hinaus dreifache Weltmeisterin über 200 Meter (2005/2007/2009), damit jetzt achtfache Weltmeisterin
- Usain Bolt, Jamaika – 200 Meter / 4 × 100 m: 2009 siegreich über 100 Meter / 200 Meter / 4 S. 100 m, damit jetzt fünffacher Weltmeister
- Dwight Phillips, USA – Weitsprung: vierter Sieg nach 2003, 2005 und 2009
- Sanya Richards-Ross, USA – 4 × 400 m: dritter Sieg nach 2003/2007/2009, darüber hinaus Einzelweltmeisterin über 400 Meter 2009, damit jetzt vierfache Weltmeisterin
- Valerie Adams, Neuseeland – Kugelstoßen: dritter Sieg in Folge
- Vivian Cheruiyot, Kenia – 5000 Meter: zweiter Sieg in Folge, darüber hinaus hier Siegerin über 10.000 Meter, damit jetzt dreifache Weltmeisterin
- LaShawn Merritt, USA – 4 × 400 m: dritter Sieg in Folge, darüber hinaus 2009 Weltmeister über 400 Meter, damit jetzt vierfacher Weltmeister
- Bershawn Jackson, USA – 4 × 400 m: zweiter Sieg in Folge, darüber hinaus 2005 Weltmeister über 400 Meter Hürden, damit jetzt dreifacher Weltmeister
- Carmelita Jeter, USA – 4 × 100 m: zweiter Sieg nach 2007, darüber hinaus hier in Daegu Weltmeisterin über 100 Meter, damit jetzt dreifache Weltmeisterin
- Angelo Taylor, USA – 4 × 400 m: dritter Sieg in Folge
- Natasha Hastings, USA – 4 × 400 m: dritter Sieg in Folge
- Abel Kirui, Kenia – 10.000 Meter: zweiter Sieg in Folge
- Ezekiel Kemboi, Kenia – 3000 Meter Hindernis: zweiter Sieg in Folge
- Robert Harting, Deutschland – Diskuswurf: zweiter Sieg in Folge
- Trey Hardee, USA – Zehnkampf: zweiter Sieg in Folge
- Veronica Campbell-Brown, Jamaika – 200 Meter: zweiter WM-Titel nach ihrem Sieg über 100 Meter 2007
- Barbora Špotáková, Tschechien – Speerwurf: zweiter Sieg nach 2007
- Caster Semenya, Südafrika – 800 Meter: zweiter Sieg in Folge
- Brittney Reese, USA – Weitsprung: zweiter Sieg in Folge
- Jessica Ennis, Großbritannien – Siebenkampf: zweiter Sieg in Folge
- Lashinda Demus, USA – 400 Meter Hürden: zweiter WM-Titel nach ihrem Sieg über 4 × 400 m 2009
- Michael Frater, Jamaika – 4 × 100 m: zweiter Sieg in Folge
- Jessica Beard, USA – 4 × 400 m: zweiter Sieg in Folge

### Nationenwertungen
- Sowohl den Medaillen- als auch den Platzierungsspiegel führten die Vereinigten Staaten mit deutlichem Vorsprung vor der russischen Mannschaft an. Auf Platz drei folgte Kenia.
- Medaillen gingen an Athleten aus insgesamt 41 der 198 teilnehmenden Verbände. Das Veranstalterland Südkorea ging leer aus. Nur die Geher Kim Hyun-sub und Park Chil-sung erreichten Platzierungen unter den ersten Acht.
- Es war das dritte Mal nach 1995 (Schweden) und 2001 (Kanada), dass das Gastgeberland von Leichtathletik-Weltmeisterschaften keine Medaillen gewann.[1]

## Doping
Auch diese Weltmeisterschaften blieben wie die Weltmeisterschaften in den Jahren zuvor nicht verschont von der Dopingproblematik. Es gab weiterhin eine Vielzahl von Sportlern, die ihre Leistungen durch unerlaubte Mittel verbessern wollten und davon ausgingen, nicht erwischt zu werden.
Mit 65 Fällen erhöhte sich die Zahl der Athleten, denen Verstöße gegen die Antidopingbestimmungen nachgewiesen und die disqualifiziert wurden, noch einmal um sechzehn Fälle gegenüber den letzten Weltmeisterschaften. Betroffen waren diesmal 20 Männer und 44 Frauen, die im Einzelnen nachfolgend aufgelistet sind.
- Mohd Noor Imran, Malaysia – 100-Meter-Lauf, in der Vorrunde ausgeschieden. Nachdem klar wurde, dass der Sportler eine vorgeschriebene Dopingprobe durch Mitverschulden des Präsidenten des malaiischen Leichtathletikverbands Malaysian Athletics Union zusammen mit fünf weiteren Athleten ausgelassen hatte, wurden seine Resultate vom 24. Mai 2011 bis 23. Mai 2013 erzielten Resultate durch die IAAF annulliert.[3][4]
- Mohammed Shaween, Saudi-Arabien – 1500-Meter-Lauf, in der Vorrunde ausgeschieden. Das saudi-arabische Anti-Doping Komitee sperrte den Athleten wegen Abweichungen in seinem Biologischen Pass für drei Jahre. Seine seit 2006 erzielten Resultate wurden annulliert.[5]
- Hussain Jamaan Alhamdah, Saudi-Arabien – 5000-Meter-Lauf, zunächst Dreizehnter. Das saudi-arabische Anti-Doping Komitee sperrte den Athleten wegen Abweichungen in seinem Biologischen Pass für zweieinhalb Jahre. Seine seit 2009 erzielten Resultate wurden gestrichen.[5]
- Abderrahime Bouramdane, Marokko – Marathonlauf, zunächst Vierter. Die IAAF sperrte den Läufer wegen Unregelmäßigkeiten in seinem Biologischen Pass für zwei Jahre. Alle seine seit dem 14. April 2011 erzielten Resultate wurden annulliert.[6]
- Ahmed Baday, Marokko – Marathonlauf, zunächst auf Rang 24. Er hatte verbotene Substanzen eingesetzt, seine seit dem 26. März 2010 erzielten Resultate wurden für die nächsten zwei Jahre gestrichen.[7]
- Abderrahim Goumri, Marokko – Marathonlauf, Ziel nicht erreicht. Er wurde zusammen mit acht weiteren Sportlern bei Nachtests des Verstoßes gegen die Antidopingbestimmungen überführt. In seinem Fall ging es konkret um Unregelmäßigkeiten in seinem Biologischen Pass. Schon seit 2009 waren Verdachtsmomente aufgetaucht und sein Verband sperrte ihn schließlich für vier Jahre.[8]
- Lim Hee-Nam, Südkorea – 4-mal-100-Meter-Staffel, im Vorlauf ausgeschieden. Der Läufer wurde zusammen mit einer weiteren Athletin des Einsatzes der verbotenen Substanz Methylhexanamin bei diesen Weltmeisterschaften überführt und für zwei Jahre gesperrt. Die südkoreanische Staffel wurde disqualifiziert.[9]
- Denis Alexejew, Russland – 4-mal-400-Meter-Staffel, zunächst Rang vier. Der Läufer hatte, wie Nachtests ergaben, wie zwei weitere Athleten Steroide bei den Olympischen Spielen 2008 eingesetzt, was zu einer Sperre von vier Jahren führte. Seine zwischen August 2008 und Juni 2013 erzielten Resultate wurden gestrichen, darunter auch das Ergebnis der russischen Staffel bei diesen Weltmeisterschaften.[10]
- Waleri Bortschin, Russland – 20-km-Gehen, zunächst auf Rang 1. Er erhielt als Wiederholungstäter 2015 eine achtjährige Sperre, die rückwirkend zum 15. Oktober 2012 begann. Unter anderem sein Resultat von diesen Weltmeisterschaften wurde annulliert.[11]
- Wladimir Kanaikin, Russland – 20-km-Gehen, zunächst Zweiter. Er hatte das verbotene Mittel Erythropoetin (EPO) eingesetzt., was mit einer zweijährigen Sperre geahndet wurde. Unter anderem sein Resultat von diesen Weltmeisterschaften wurde gestrichen.[12]
- Stanislaw Jemeljanow, Russland – 20-km-Gehen, zunächst Fünfter. Er wurde 2010 wegen Abweichungen in seinem Biologischen Pass für zwei Jahre gesperrt. Unter anderem sein Resultat von diesen Weltmeisterschaften wurde annulliert.[13] Er verletzte später noch einmal die Antidopingbestimmungen und wurde vom Internationalen Sportgerichtshof CAS mit einer Sperre von acht Jahren belegt, die am 7. April 2017 begann.[14]
- Ruslan Dmytrenko, Ukraine – 20-km-Gehen, zunächst Siebter. Er verstieß im August 2009 gegen die Antidopingbestimmungen, seine vom 14. August 2009 bis 4. Mai 2020 erzielten Resultate wurden gestrichen, darunter sein Resultat von diesen Weltmeisterschaften.[15]
- Sergei Morosow, Russland – 20-km-Gehen, zunächst Zwölfter. Der russische Leichtathletikverband verhängte 2012 gegen ihn als Mehrfachtäter im Jahr 2012 eine lebenslange Sperre, nachdem sein Biologischer Pass ein abnormales Hämoglobin-Profil aufwies. Vor den Olympischen Spielen 2008 war er bereits einmal für zwei Jahre wegen Doping mit EPO gesperrt.[16]
- Recep Çelik, Türkei – 20-km-Gehen, ursprünglich Rang 28. Zunächst war eine Dopingprobe des Athleten von Mai 2012 positiv, was zu einer Sperre von zwei Jahren führte. Bei Nachtests erwies sich auch eine Probe von August 2011 als positiv. Daraufhin wurde Recep Çelik mit einer weiteren Sperre von acht Jahren belegt, beginnend am 27. September 2016. Die Resultate des Gehers seit dem 25. Juli 2011 wurden annulliert.[17]
- Sergei Bakulin, Russland – 50-km-Gehen, zunächst Rang 1. Er wurde als Mehrfachtäter mit einer Sperre von acht Jahren belegt, die im April 2027 endet. Unter anderem sein Titel als Weltmeister 2009 im 50-km-Gehen wurde ihm aberkannt.[18]
- Sergei Kirdjapkin, Russland – 50-km-Gehen, Ziel nicht erreicht. Der Internationale Sportgerichtshof CAS legte eine Streichung aller Resultate des Gehers vom 20. August 2009 bis 15. Oktober 2012 fest. Die russische Antidopingagentur RUSADA hatte zuvor trotz der Abweichungen im Biologischen Pass des Athleten keine Disqualifikationen aussprechen wollen, unter anderem war davon Kirdjapkins Olympiasieg 2012 betroffen. Der CAS-Entscheid wurde nach Einspruch der IAAF schließlich rechtswirksam. Auch eine mindestens zweijährige Sperre wird die Folge des Dopingvergehens sein.[19]
- Igor Jerochin, Russland – 50-km-Gehen, wegen unsauberen Gehens disqualifiziert. Er wurde 2008 zusammen mit vier weiteren russischen Gehern positiv auf EPO getestet und für zwei Jahre gesperrt.[20] Es folgte ein weiterer Befund von Unregelmäßigkeiten in seinem Blutprofil, der eine lebenslange Sperre nach sich zog. Alle nach Februar 2011 erzielten Resultate des Gehers wurden gestrichen.[21]
- Andrej Michnewitsch, Belarus – Kugelstoßen, zunächst Dritter. Er wurde wegen wiederholter Verstöße gegen die Antidopingbestimmungen schließlich lebenslang gesperrt. Die Sperre erfolgte im Jahr 2013 aufgrund von Nachtests der Weltmeisterschaften 2005 und galt rückwirkend vom 26. Dezember 2012 an. Alle seit den Weltmeisterschaften 2005 erzielten Resultate des Athleten wurden gestrichen.[22]
- Andrij Semenow, Ukraine – Kugelstoßen, in der Qualifikation ausgeschieden. Ein im Jahr 2019 vorgenommener Nachtest seiner Proben von diesen Weltmeisterschaften war positiv. Semenov hatte das unerlaubte Mittel Turinabol eingesetzt. Gegen ihn wurde eine zweijährige Sperre bis 2021 verhängt. Alle seine vom 22. August 2011 bis 22. August 2013 erzielten Resultate wurden gestrichen.[23]
- Zoltán Kővágó, Ungarn – Diskuswurf, in der Qualifikation ausgeschieden. Der Internationale Sportgerichtshof CAS sperrte den Athleten 2012 kurz vor Beginn der Olympischen Spiele in London für zwei Jahre. Grund war die Verweigerung einer Dopingprobe am 11. August 2011. Unter anderem sein Resultat von diesen Weltmeisterschaften wurde gestrichen.[24]
- Dilschod Nasarow, Tadschikistan – Hammerwurf, zunächst Zehnter. Ihm wurde bei einem Nachtest im Jahr 2019 der Einsatz eines verbotenen anabolen Steroids nachgewiesen. Alle seine zwischen dem 29. August 2011 und 29. August 2013 erzielten Resultate wurden ihm aberkannt. Außerdem erhielt er eine am 24. September 2019 beginnende zweijährige Sperre.[25]
- Semoy Hackett, Trinidad und Tobago – 100-Meter-Lauf, im Halbfinale ausgeschieden / 4-mal-100-Meter-Staffel, zunächst Rang 4. Sie wurde nach einem positiven Dopingbefund für zwei Jahre und vier Monate bis zum 30. April 2015 gesperrt. Sie hatte im Jahr 2011 wegen des Einsatzes von Methylhexanamin bei ihren Landesmeisterschaften bereits eine Sperre von einem halben Jahr hinnehmen müssen. Ihre Resultate von den Weltmeisterschaften hier in Daegu im Einzelrennen und auch mit der Staffel wurden annulliert.[26]
- Inna Eftimowa, Bulgarien – 100-Meter-Lauf, in der Vorrunde ausgeschieden. Sie wurde zusammen mit zwei weiteren Sportlerinnen bei Nachtests zu diesen Weltmeisterschaften positiv getestet. In ihrem Fall wurden synthetische Wachstumshormone gefunden. Die drei Athletinnen wurden für jeweils zwei Jahre gesperrt, ihre WM-Resultate von Daegu wurden annulliert.[8]
- Norjannah Hafiszah Jamaludin, Malaysia – 100-Meter-Lauf, in der Vorrunde ausgeschieden. Zusammen mit fünf weiteren Athleten ließ sie einen vorgeschriebenen Dopingtest aus. Sie erhielt eine zweijährige Sperre und eine Verwarnung des malaiischen Leichtathletikverbands Malaysia Athletics Union. Ihr Ergebnis von den Weltmeisterschaften in Daegu wurden gestrichen.[27]
- Julija Guschtschina, Russland – 100-Meter-Lauf, im Halbfinale ausgeschieden / 4-mal-100-Meter-Staffel, zunächst Rang 6. Die Resultate der Sprinterin wurden nach positiven Dopingbefunden in Nachtests aus dem Jahr 2017 von den Olympischen Spielen 2012 und den Weltmeisterschaften 2011 hier in Daegu beginnend mit dem 1. September 2011 bis 31. Dezember 2014 annulliert. Die Athletin wurde außerdem mit einer vierjährigen Sperre bis zum 27. März 2021 belegt.[28][29]
- Anastassija Kapatschinskaja, Russland – 400-Meter-Lauf, zunächst Dritte / 4-mal-400-Meter-Staffel, zunächst Rang 3. Sie hatte, wie Nachtests ergaben, wie zwei weitere Athleten Steroide bei den Olympischen Spielen 2008 eingesetzt, was zu einer Sperre von vier Jahren führte. Ihre seit August 2008 erzielten Resultate wurden gestrichen, darunter auch ihr Einzelergebnis und das der russischen Staffel bei diesen Weltmeisterschaften.[10]
- Antonina Jefremowa, Ukraine – 400-Meter-Lauf, im Halbfinale ausgeschieden / 4-mal-400-Meter-Staffel, zunächst Rang 5. Sie wurde zusammen mit zwei weiteren Sportlerinnen bei Nachtests zu diesen Weltmeisterschaften positiv getestet. In ihrem Fall wurden synthetische Hormone gefunden. Die drei überführten Athletinnen wurden für jeweils zwei Jahre gesperrt. Jefremowas WM-Resultate von Daegu im 400-Meter-Einzelrennen und mit der Staffel wurden annulliert.[8]
- Pınar Saka, Türkei – 400-Meter-Lauf, in der Vorrunde ausgeschieden / 4-mal-400-Meter-Staffel, in der Vorrunde ausgeschieden. Sie verstieß, wie sich 2013 herausstellte, im Juni 2010 gegen die Antidopingbestimmungen. Der Verstoß wurde mit einer dreijährigen Sperre bis zum 2. Juni 2016 geahndet und ihre Resultate von den Weltmeisterschaften 2011 wurden gestrichen.[30]
- Marija Sawinowa, Russland – 800-Meter-Lauf, zunächst Rang 1. Auf eine Initiative der IAAF hin wurde der Verstoß der Athletin gegen die Antidopingbestimmungen vom Internationalen Sportgerichtshof CAS mit einer Sperre von vier Jahren geahndet. Alle ihre vom 26. Juli 2010 bis 19. August 2013 erzielten Resultate wurden gestrichen.[31]
- Jekaterina Kostezkaja, Russland – 800-Meter-Lauf, zunächst Fünfte. Am 28. Juli 2014 gab die IAAF bekannt, dass es Abnormalitäten im Biologischen Pass der Athletin gegeben hatte, die zu einer zweijährigen Sperre bis zum 20. Januar 2015 führten. Kostezkajas betreffende Resultate wurden annulliert, darunter ihr fünfter Rang von diesen Weltmeisterschaften.[32]
- Julija Stepanowa, Russland – 800-Meter-Lauf, zunächst Achte. Die Athletin gehört zusammen mit ihrem Ehemann Witaly Stepanow zu den bekanntesten Whistleblowern der Sportwelt. Im Jahr 2011 wurden Unregelmäßigkeiten in Stepanowas Biologischem Pass gefunden, die zur Aberkennung von Resultaten führte. Ihr Mann Witaly arbeitete bei der russischen Antidopingagentur RUSADA. Als die beiden dann mit Enthüllungen an die Öffentlichkeit gingen, wurde er bei der RUSADA entlassen. Intensiv trug vor allem auch der deutsche Journalist Hajo Seppelt zu den weiteren Aufklärungen bei. Die Athletin beendete ihre Sportlaufbahn, inzwischen lebt das in Russland geächtete Ehepaar nicht mehr in ihrem Heimatland.[33]
- Tetjana Petljuk, Ukraine – 800-Meter-Lauf, im Vorlauf ausgeschieden. Es gab für sie einen für den 18. August 2009 gültigen positiven Dopingtest. Sie wurde nach Feststellung der positiven Probe für zwei Jahre bis zum 19. Februar 2015 gesperrt. Zahlreiche Resultate wurden gestrichen, darunter auch ihr Ergebnis von diesen Weltmeisterschaften.[34]
- Natalija Tobias, Ukraine – 1500-Meter-Lauf, zunächst Neunte. Sie wurde zusammen mit zwei weiteren Sportlerinnen bei Nachtests zu diesen Weltmeisterschaften positiv getestet. In ihrem Fall wurden synthetische Hormone gefunden. Die drei betreffenden Athletinnen wurden für jeweils zwei Jahre gesperrt, die WM-Resultate der Ukrainerin von Daegu wurden annulliert.[8]
- Jekaterina Martynowa, Russland – 1500-Meter-Lauf, im Halbfinale ausgeschieden. Im November 2016 stellte sich nach Auswertung des Biologischen Passes der Athletin Blutdoping heraus. Nach Entscheidung des Internationalen Sportgerichtshofs CAS wurden Martynowa Resultate vom 17. Juni 2011 bis 5. August 2015 annulliert. Außerdem erhielt sie eine dreijährige Sperre.[35]
- Aslı Çakır Alptekin, Türkei – 1500-Meter-Lauf, im Halbfinale ausgeschieden. Sie musste als Wiederholungstäterin nach ihrem dritten Verstoß gegen die Antidopingbestimmungen – zuletzt mit überhöhten Werten im Blut – eine Sperre von acht Jahren bis 2021 hinnehmen, die jedoch aufgrund ihrer Mithilfe als Kronzeugin auf vier Jahre verkürzt wurde.[36] Ihr erster positiver Test datiert aus dem Jahr 2004, der zweite hatte die Annullierung aller ihrer Resultate von Juli 2010 bis Oktober 2012 durch den Internationalen Sportgerichtshof zur Folge.[37]
- Olesja Syrewa, Russland – 1500-Meter-Lauf, im Halbfinale ausgeschieden. Der russische Leichtathletikverband VFLA sperrte die Läuferin wegen eines abnormalen Hämoglobin-Profils, festgestellt aus ihrem Biologischen Pass, für zwei Jahre bis Februar 2015. Alle ihre seit dem 3. März 2011 erzielten Resultate wurden annulliert.[38]
- Natalja Jewdokimowa, Russland – 1500-Meter-Lauf, im Halbfinale ausgeschieden. Gegen sie wurde wegen abnormaler Blutwerte eine vierjährige Sperre ausgesprochen, die am 14. April 2016 begann. Alle ihre zwischen dem 17. August 2009 und 29. Mai 2012 erzielten Ergebnisse wurden gestrichen.[39]
- Natallja Karejwa, Belarus – 1500-Meter-Lauf, im Vorlauf ausgeschieden. Sie wurde wegen abnormaler Werte in ihrem Biologischen Pass vom August 2014 an für zwei Jahre gesperrt. Alle ihre Resultate vom 28. Juli 2010 an wurden annulliert.
- Anschelika Schewtschenko, Ukraine – 1500-Meter-Lauf, im Vorlauf ausgeschieden. Ihr wurden wegen irregulärer Werte in ihrem Biologischen Pass alle vom 2. Juli 2011 bis 1. Juli 2013 erzielten Resultate aberkannt. Außerdem wurde sie für zwei Jahre bis zum 17. Februar 2015 gesperrt.[40]
- Jelisaweta Gretschischnikowa, Russland – 5000-Meter-Lauf, zunächst Vierzehnte. Die russische Antidopingagentur RUSADA verhängte wegen Verstoßes gegen die Antidopingbestimmungen eine zweijährige Sperre bis zum 15. Oktober 2015 gegen die Athletin. Alle ihre seit dem 18. August 2009 erzielten Resultate wurden gestrichen.[41]
- Alemitu Bekele, Türkei – 5000-Meter-Lauf, im Vorlauf ausgeschieden. Die Werte in ihrem Biologischen Pass ergaben einen Verstoß gegen die Antidopingbestimmungen. Dies wurde durch die IAAF mit einer Sperre von vier Jahren bis zum 14. Februar 2016 geahndet. Außerdem wurden alle ihre seit dem 17. August 2009 erzielten Resultate annulliert.[42]
- Tetjana Gamera, Ukraine – Marathonlauf, zunächst Fünfzehnte. Sie erhielt wegen Blutdopings, das aus ihrem Biologischen Pass ersichtlich wurde, eine vierjährige Sperre bis zum 29. September 2019. Ihre seit August 2011 erzielten Resultate wurden gestrichen.[43]
- Bahar Doğan, Türkei – Marathonlauf, zunächst Rang 36. Sie wurde wegen Auffälligkeiten in ihrem Biologischen Pass vom 31. März 2015 bis zum 30. September 2017 gesperrt. Zahlreiche Resultate wurden gestrichen, darunter das von diesen Weltmeisterschaften.[44]
- Kateryna Stezenko, Ukraine – Marathonlauf, Ziel nicht erreicht. Aufgrund von Auffälligkeiten in ihrem Biologischen Pass wurde die Athletin vom 27. April 2016 bis zum 26. August 2018 gesperrt. Ihre seit dem 26. August 2011 erzielten Resultate wurden für den nachfolgenden Zeitraum von fünf Jahren annulliert.[45]
- Julija Saripowa, Russland – 3000-Meter-Hindernislauf, zunächst Rang 1. Sie gehörte zu einer Gruppe von elf weiteren russischen Athleten, deren Nachtests früherer Dopingproben positiv waren. Bei ihr wurde das verbotene Steroid Turinabol gefunden, was vom Internationalen Sportgerichtshof CAS mit einer Sperre von zweieinhalb Jahren geahndet wurde. Ihre zwischen dem 20. Juni und 20. August 2011 sowie vom 3. Juli bis zum 3. September 2012 erzielten Resultate wurden annulliert.[46]
- Binnaz Uslu, Türkei – 3000-Meter-Hindernislauf, zunächst Siebte. Sie wurde erstmals 2007 bei einem Dopingverstoß erwischt und erhielt eine zweijährige Sperre.[47] Auch für die Weltmeisterschaften 2011 stellte sich bei Nachtests heraus, dass die Läuferin gedopt hatte, sodass ihr Resultat gestrichen wurde.[48] Sie wurde als Mehrfachtäterin auf Lebenszeit gesperrt.[49]
- Hanane Ouhaddou, Marokko – 3000-Meter-Hindernislauf, zunächst Achte. Sie wurde zweimal des Verstoßes gegen die Antidopingbestimmungen überführt und zuletzt mit einer Sperre von acht Jahren bis zum 10. Mai 2024 belegt. Ihre seit 2009 erzielten Resultate wurden annulliert.[50]
- Ljubow Charlamowa, Russland – 3000-Meter-Hindernislauf, zunächst Elfte. Sie wurde wegen eines positiven Dopingtests vom 27. Juli 2010 mit einer Sperre von zwei Jahren bis zum 14. Juni 2019 belegt. Ihre seit dem 27. Juli 2010 erzielten Resultate wurden annulliert.[51]
- Sara Moreira, Portugal – 3000-Meter-Hindernislauf, zunächst Zwölfte. Sie wurde zusammen mit einem weiteren Athleten des Einsatzes der verbotenen Substanz Methylhexanamin bei diesen Weltmeisterschaften überführt und für zwei Jahre gesperrt.[9]
- Iríni Kokkinaríou, Griechenland – 3000-Meter-Hindernislauf, im Vorlauf ausgeschieden. Ihr wurden zusammen mit acht anderen Athleten kurz vor den Olympischen Spielen 2012 Abweichungen im Biologischen Pass nachgewiesen. Sie erhielt eine Sperre und unter anderem ihr Resultat von diesen Weltmeisterschaften wurde gestrichen.[52]
- Olga Kaniskina, Russland – 20-km-Gehen, zunächst Rang 1. Alle Resultate der Geherin vom 15. August 2009 bis zum 15. Oktober 2012 wurden wegen Unregelmäßigkeiten in ihrem Biologischen Pass annulliert. Außerdem wurde sie rückwirkend für 38 Monate gesperrt, was jedoch faktisch keine Auswirkungen mehr hatte, weil Kaniskina inzwischen vom Leistungssport zurückgetreten war.[53]
- Anissja Kirdjapkina, Russland – 20-km-Gehen, zunächst Dritte, nach Kaniskinas Disqualifikation zunächst aufgerückt auf Rang 2. Sie wurde vom Internationalen Sportgerichtshof CAS wegen Blutauffälligkeiten für drei Jahre gesperrt. Ihre bei den Weltmeisterschaften 2011 und 2013 gewonnenen Medaillen musste sie zurückgeben.[54]
- Olena Schumkina, Ukraine – 20-km-Gehen, zunächst Zwölfte. Sie wurde wegen auffälliger Blutwerte in ihrem Biologischen Pass für dreieinhalb Jahre gesperrt. Ihre seit Mai 2011 erzielten Ergebnisse wurden gestrichen.[55]
- Tatjana Minejewa, Russland – 20-km-Gehen, zunächst Siebzehnte. Sie wurde wegen abnormaler Blutwerte, die aus ihrem Biologischen Pass hervorgingen, für zwei Jahre gesperrt. Ihre seit dem 12. Juli 2011 erzielten Resultate wurden annulliert.[56]
- Semiha Mutlu, Türkei – 20-km-Gehen, Ziel nicht erreicht. Sie wurde wegen Verstoßes gegen die Antidopingbestimmungen, festgestellt für den 20. August 2011, für zweieinhalb Jahre bis zum 2. September 2017 gesperrt. Unter anderem ihr bei diesen Weltmeisterschaften erzieltes Ergebnis wurde gestrichen.[57]
- Jelena Slessarenko, Russland – Hochsprung, zunächst Vierte. Ihr wurde der Einsatz der verbotenen Substanz Turinabol bei den Olympischen Spielen 2008 und bei diesen Weltmeisterschaften nachgewiesen. Sie erhielt eine vierjährige Sperre bis Oktober 2020. Die erzielten Resultate unter anderem für die Olympischen Spiele 2008 und für diese Weltmeisterschaften wurden ihr aberkannt.[58]
- Marielys Rojas, Venezuela – Hochsprung, in der Qualifikation ausgeschieden. Ihr wurde ein Verstoß gegen die Antidopingbestimmungen für den 27. Oktober 2011 nachgewiesen. Die erzielten Resultate unter anderem für diese Weltmeisterschaften wurden annulliert und sie erhielt eine zweijährige Sperre bis zum 21. November 2013.[59]
- Olga Kutscherenko, Russland – Weitsprung, zunächst Zweite. Sie wurde wegen Verstoßes gegen die Antidopingbestimmungen für zwei Jahre gesperrt. Die bei diesen Weltmeisterschaften zunächst errungene Silbermedaille musste sie zurückgeben.[60]
- Nadseja Astaptschuk, Belarus – Kugelstoßen, zunächst Zweite. Ihr wurden drei Mal Dopingverstöße während ihrer Karriere als Kugelstoßerin nachgewiesen. Erstmals wurde sie am Tag vor und nach ihrem Sieg bei den Olympischen Spielen 2012 positiv getestet, die Goldmedaille musste sie zurückgeben. Nur wenig später ergab ein Nachtest zu den Weltmeisterschaften 2005 ebenfalls ein positives Ergebnis. Auch dieser Titel wurde ihr aberkannt.[61] Nach Ablauf der im Zusammenhang mit dem Dopingfall 2012 ausgesprochenen Sperre von vier Jahren startete sie bei den Olympischen Spielen 2016 und wurde erneut positiv getestet. Ihre dort zunächst errungene Bronzemedaille musste sie zurückgeben.[62] Im Anschluss wurde unter anderem auch ihr Resultat von den Weltmeisterschaften hier in Daegu gestrichen.[63]
- Anna Omarowa, Russland – Kugelstoßen, zunächst Zehnte. Ihr Ergebnis bei Nachtests zu diesen Weltmeisterschaften im Jahr 2017 war positiv, sie gab den Dopingverstoß zu und wurde für zwei Jahre gesperrt. Ihr Resultat wurde annulliert.[64]
- Darja Pischtschalnikowa, Russland – Diskuswurf, zunächst Elfte. Sie wurde als Mehrfachtäterin nach einem positiven Dopingtest von den Olympischen Spielen 2012 im Jahr 2013 für zehn Jahre gesperrt. Eine erste Sperre hatte sie von Juli 2008 bis April 2011 hinnehmen müssen.[65] Im Anschluss wurde unter anderem auch ihr Resultat von den Weltmeisterschaften hier in Daegu gestrichen.[66]
- Zalina Marghieva, Moldawien – Hammerwurf, zunächst Achte. Eine positive Dopingprobe führte zur Streichung der Athletin aus der Mannschaft der Republik Moldau für die Olympischen Spiele 2012. Ihr Resultat von diesen Weltmeisterschaften wurde im Zuge der sich daraus ergebenden Konsequenzen annulliert.[67]
- Marija Abakumowa, Russland – Speerwurf, zunächst Rang 1. In einem Nachtest wurde ihr der Einsatz der verbotenen Substanz Turinabol nachgewiesen. Alle ihre zwischen August 2008 und August 2012 erzielten Resultate wurden annulliert, sodass sie ihre WM-Medaillen (2011: Gold / 2009: Bronze) zurückgeben musste. Vorher war ihr wegen eines ersten positiven Tests bereits ihre olympische Silbermedaille von 2008 aberkannt worden.[68]
- Tatjana Tschernowa, Russland – Siebenkampf, zunächst Rang 1. Der Entscheidungsprozess im Zusammenhang mit den gegen die Athletin zu treffenden Maßnahmen zog sich aufgrund ihres Widerspruchs lange hin. Nachdem Tschernowa die gegen sie auch auf der Grundlage des McLaren-Reports erhobenen Vorwürfe akzeptierte, wurden alle ihre vom 17. August 2008 bis 5. Februar 2016 erzielten Resultate gestrichen.[69]
- Ljudmyla Jossypenko, Ukraine – Siebenkampf, zunächst Zehnte. Sie erhielt wegen eines Dopingverstoßes bei diesen Weltmeisterschaften eine vierjährige Sperre vom 26. März 2013 bis zum 26. März 2017. Ihr WM-Resultat von 2011 wurde annulliert.[70]

Damit war die Zahl der Dopingfälle bei diesen Weltmeisterschaften größer als bei allen Leichtathletik-Weltmeisterschaften zuvor.
Folgende sechzehn Nationen waren von Dopingfällen betroffen:
| Land          | Anzahl der Fälle |  | Land                | Anzahl der Fälle |
| ------------- | ---------------- |  | ------------------- | ---------------- |
| Russland      | 28               |  | Griechenland        | 1                |
| Ukraine       | 10               |  | Republik Moldau     | 1                |
| Türkei        | 07               |  | Portugal            | 1                |
| Marokko       | 04               |  | Südkorea            | 1                |
| Belarus       | 03               |  | Ungarn              | 1                |
| Malaysia      | 02               |  | Tadschikistan       | 1                |
| Saudi-Arabien | 02               |  | Trinidad und Tobago | 1                |
| Bulgarien     | 01               |  | Venezuela           | 1                |

### WADA-Studie
Zufolge einer Studie der Universität Tübingen und der Harvard Medical School standen in Daegu mindestens 30 Prozent, im Mittel aber sogar zwischen 39,4 und 47,9 Prozent (Schnitt: 43,6) der Athleten nach eigenen Angaben unter Dopingeinfluss. Bei den Panarabischen Spielen in Doha (Katar) im selben Jahr waren es im Schnitt sogar 57,1 Prozent, die angaben, im Zeitraum von zwölf Monaten vor dem Wettkampf gedopt zu haben.
Bei beiden Veranstaltungen resultierten die Ergebnisse aus einer anonymen Befragung unter insgesamt 2167 Athleten, bei den Weltmeisterschaften waren es 1202 Sportler, darunter 65 deutsche. Die Validität der Methode Randomisierte Antworttechnik ist wissenschaftlich anerkannt. Neben der Gesamtzahl dopender Athleten ist auch die Ineffizienz der damals vorgenommenen Dopingkontrollen nicht zu übersehen, da nur ein Bruchteil der Dopingfälle (bei den Weltmeisterschaften waren es 0,5 Prozent) erkannt wurden.
Die Wissenschaftler hatten jahrelang um die Veröffentlichung der von der Welt-Anti-Doping-Agentur WADA in Auftrag gegebenen Studie gestritten. Die New York Times veröffentlichte 2013 erstmals Teile der Arbeit mit der Angabe der Untergrenze von 29 Prozent dopender Sportler. Die Universität Tübingen hatte dem Leichtathletik-Weltverband IAAF vorgeworfen, die Veröffentlichung verhindern zu wollen. Der Präsident des Deutschen Leichtathletik-Verbandes (DLV) Clemens Prokop forderte längere Zeit, dass diese Studie veröffentlicht wird. Ein ausführlicher Artikel zur Studie ist in der Zeitschrift Sports Medicine abgedruckt.

## Resultate Männer

### 100 m
| Platz | Athlet              | Land | Zeit (s)                    |
| ----- | ------------------- | ---- | --------------------------- |
| 1     | Yohan Blake         | JAM  | 09,92                       |
| 2     | Walter Dix          | USA  | 10,08                       |
| 3     | Kim Collins         | SKN  | 10,09                       |
| 4     | Christophe Lemaitre | FRA  | 10,19                       |
| 5     | Daniel Bailey       | ANT  | 10,26                       |
| 6     | Jimmy Vicaut        | FRA  | 10,27                       |
| 7     | Nesta Carter        | JAM  | 10,95                       |
| DSQ   | Usain Bolt          | JAM  | IAAF Rule 162.8 – Fehlstart |

Finale: 28. August, 20:45 Uhr
Wind: −1,4 m/s

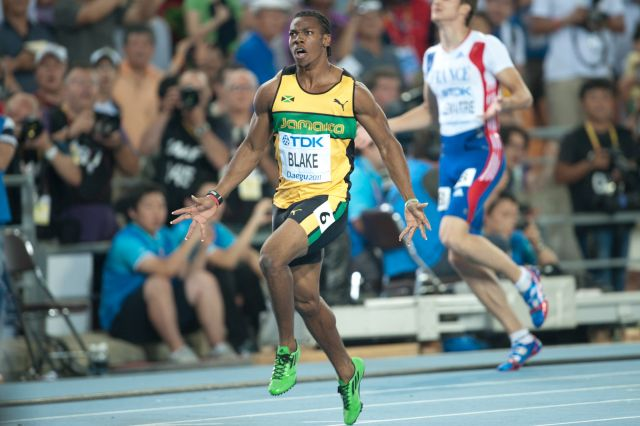
Überraschungsweltmeister Yohan Blake im Ziel (im Hintergrund der viertplatzierte Christophe Lemaitre)

Der Titelverteidiger Usain Bolt wurde wegen eines Fehlstarts disqualifiziert. Kim Collins, Weltmeister von 2003 und mit 35 Jahren der älteste Finalist, hatte den besten Start und errang die Bronzemedaille. Auf der zweiten Hälfte behauptete sich Yohan Blake souverän und gewann das Rennen.
Doping:

Der in der Vorrunde ausgeschiedene Mohammad Noor Imran Abdul Hadi aus Malaysia hatte eine vorgeschriebene Dopingprobe durch Mitverschulden des Präsidenten des malaiischen Leichtathletikverbands Malaysian Athletics Union ausgelassen. Seine Resultate vom 24. Mai 2011 bis 23. Mai 2013 erzielten Resultate wurden durch die IAAF annulliert.

### 200 m
| Platz | Athlet              | Land | Zeit (s) |
| ----- | ------------------- | ---- | -------- |
| 1     | Usain Bolt          | JAM  | 19,40 WL |
| 2     | Walter Dix          | USA  | 19,70    |
| 3     | Christophe Lemaitre | FRA  | 19,80 NR |
| 4     | Jaysuma Saidy Ndure | NOR  | 19,95    |
| 5     | Nickel Ashmeade     | JAM  | 20,29    |
| 6     | Bruno de Barros     | BRA  | 20,31    |
| 7     | Rondel Sorrillo     | TRI  | 20,34    |
| DNF   | Alonso Edward       | PAN  |          |

Finale: 3. September, 21:20 Uhr
Wind: +0,8 m/s

### 400 m

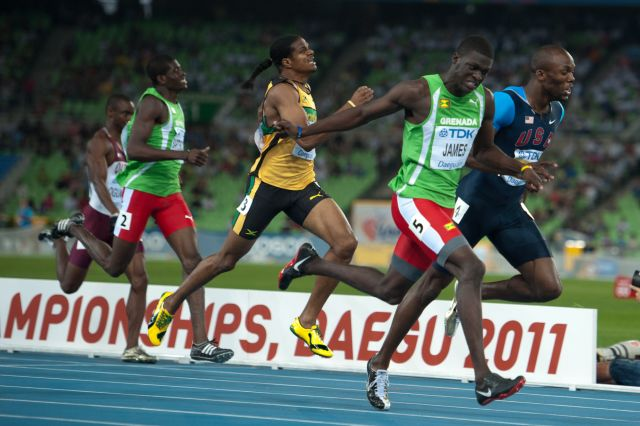
Spannendes Rennen über 400 Meter kurz vor dem Zieleinlauf – (v. l. n. r.): Femi Ogunode, Rondell Bartholomew, Jermaine Gonzales, Kirani James, LaShawn Merritt

| Platz | Athlet              | Land | Zeit (s) |
| ----- | ------------------- | ---- | -------- |
| 1     | Kirani James        | GRN  | 44,60    |
| 2     | LaShawn Merritt     | USA  | 44,63    |
| 3     | Kevin Borlée        | BEL  | 44,90    |
| 4     | Jermaine Gonzales   | JAM  | 44,99    |
| 5     | Jonathan Borlée     | BEL  | 45,07    |
| 6     | Rondell Bartholomew | GRN  | 45,45    |
| 7     | Tabarie Henry       | ISV  | 45,55    |
| 8     | Femi Ogunode        | QAT  | 45,55    |

Finale: 30. August, 21:45 Uhr

### 800 m

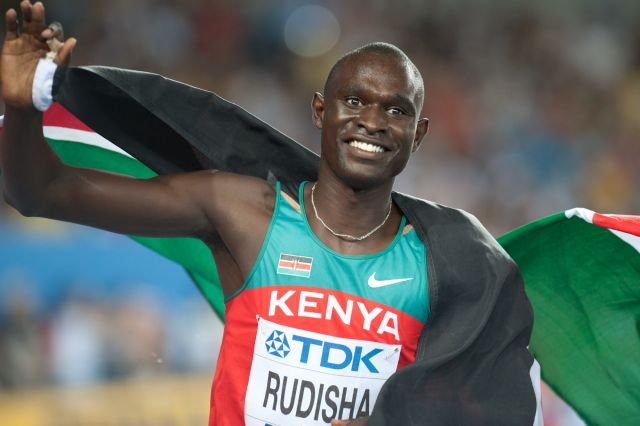
Weltrekordhalter David Rudisha – 2008 und 2010 Afrikameister und nun Weltmeister

| Platz | Athlet             | Land | Zeit (min) |
| ----- | ------------------ | ---- | ---------- |
| 1     | David Rudisha      | KEN  | 1:43,91    |
| 2     | Abubaker Kaki      | SUD  | 1:44,41    |
| 3     | Juri Borsakowski   | RUS  | 1:44,49    |
| 4     | Marcin Lewandowski | POL  | 1:44,80    |
| 5     | Nick Symmonds      | USA  | 1:45,12    |
| 6     | Adam Kszczot       | POL  | 1:45,25    |
| 7     | Alfred Kirwa Yego  | KEN  | 1:45,83    |
| 8     | Mohammed Aman      | ETH  | 1:45,93 NR |

Finale: 30. August, 21:05 Uhr

### 1500 m
| Platz | Athlet               | Land | Zeit (min) |
| ----- | -------------------- | ---- | ---------- |
| 1     | Asbel Kiprop         | KEN  | 3:35,69    |
| 2     | Silas Kiplagat       | KEN  | 3:35,92    |
| 3     | Matthew Centrowitz   | USA  | 3:36,08    |
| 4     | Manuel Olmedo        | ESP  | 3:36,33    |
| 5     | Abdalaati Iguider    | MAR  | 3:36,56    |
| 6     | Mohamed Moustaoui    | MAR  | 3:36,80    |
| 7     | Mekonnen Gebremedhin | ETH  | 3:36,81    |
| 8     | Eduard Villanueva    | VEN  | 3:37,31    |

Finale: 3. September, 20:15 Uhr
Doping:

Der in der Vorrunde ausgeschiedene Mohammed Shaween aus Saudi-Arabien wurde durch das saudi-arabische Anti-Doping Komitee wegen Abweichungen in seinem Biologischen Pass für drei Jahre gesperrt. Seine seit 2006 erzielten Resultate wurden gestrichen.

### 5000 m
| Platz | Athlet                  | Land | Zeit (min) |
| ----- | ----------------------- | ---- | ---------- |
| 1     | Mo Farah                | GBR  | 13:23,36   |
| 2     | Bernard Lagat           | USA  | 13:23,64   |
| 3     | Dejen Gebremeskel       | ETH  | 13:23,92   |
| 4     | Isiah Kiplangat Koech   | KEN  | 13:24,95   |
| 5     | Abera Kuma              | ETH  | 13:25,50   |
| 6     | Thomas Pkemei Longosiwa | KEN  | 13:26,73   |
| 7     | Eliud Kipchoge          | KEN  | 13:27,27   |
| 8     | Bilisuma Shugi          | BRN  | 13:27,67   |

Finale: 4. September, 19:40 Uhr

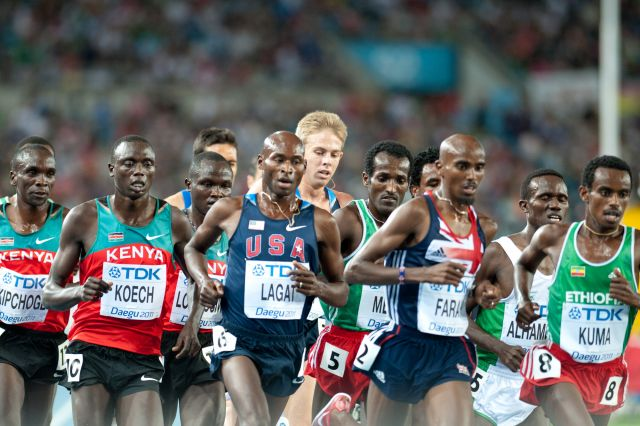
Das Läuferfeld im 5000-Meter-Finale

Der Äthiopier Imane Merga, der in 13:23,78 min als Dritter ins Ziel gekommen war, wurde nachträglich disqualifiziert, weil er regelwidrig die Bahn verlassen hatte.
Doping:

Der zunächst auf Rang dreizehn platzierte Hussain Jamaan Alhamdah aus Saudi-Arabien wurde durch das saudi-arabische Anti-Doping Komitee wegen Abweichungen in seinem Biologischen Pass für zweieinhalb Jahre gesperrt. Seine seit 2009 erzielten Resultate wurden gestrichen.

### 10.000 m

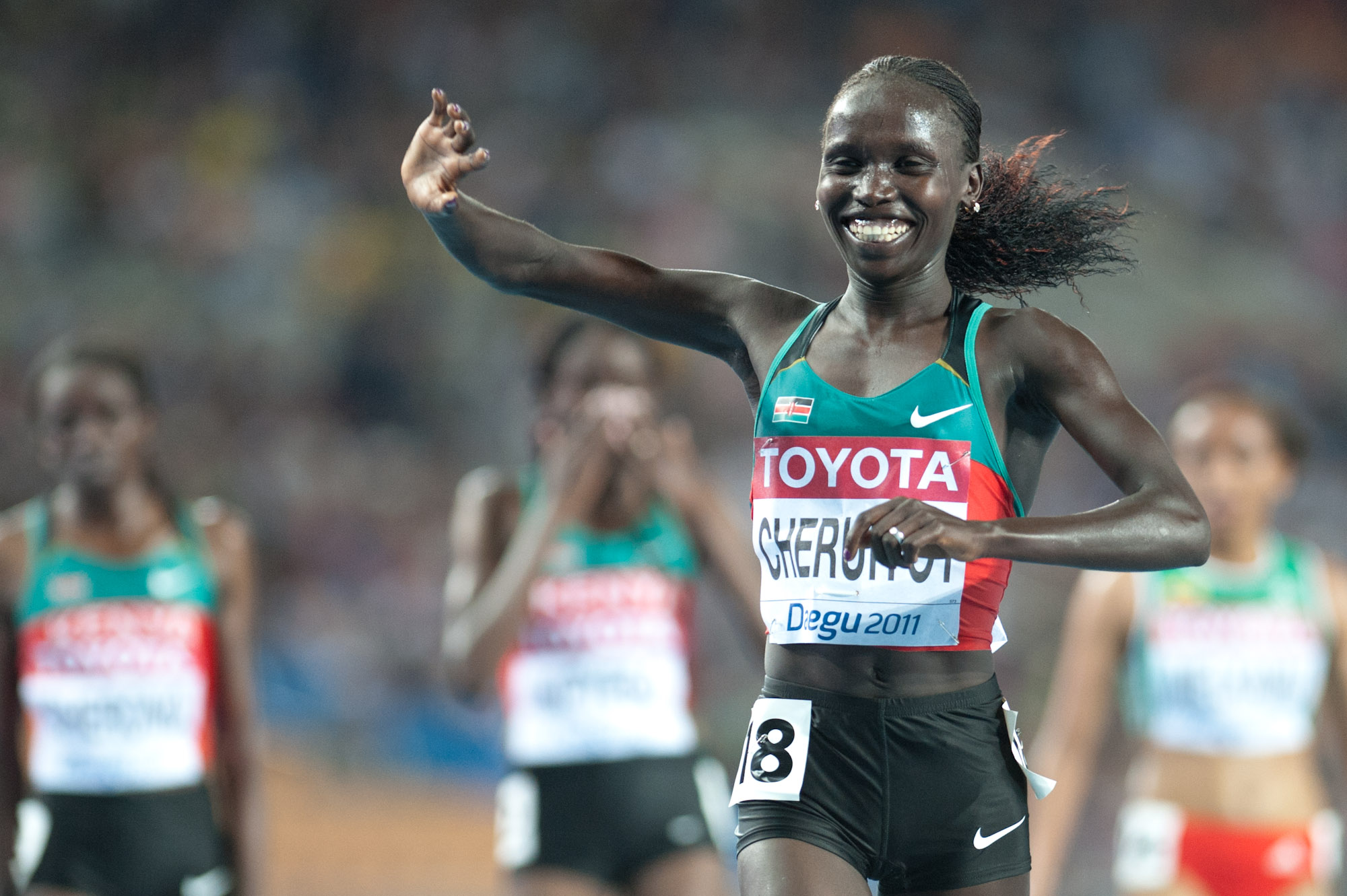
Vivian Cheruiyot – Doppelweltmeisterin über 5000 und 10.000 Meter

| Platz | Athlet                 | Land | Zeit (min) |
| ----- | ---------------------- | ---- | ---------- |
| 1     | Ibrahim Jeilan         | ETH  | 27:13,81   |
| 2     | Mo Farah               | GBR  | 27:14,07   |
| 3     | Imane Merga            | ETH  | 27:19,14   |
| 4     | Zersenay Tadese        | ERI  | 27:22,57   |
| 5     | Martin Irungu Mathathi | KEN  | 27:23,87   |
| 6     | Peter Cheruiyot Kirui  | KEN  | 27:25,63   |
| 7     | Galen Rupp             | USA  | 27:26,84   |
| 8     | Sileshi Sihine         | ETH  | 27:34,11   |

Datum: 28. August, 19:30 Uhr
Mohamed Farah setzte sich eingangs der letzten Runde an die Spitze, doch obwohl er die letzten vierhundert Meter in 53,36 Sekunden zurücklegte, wurde er vom Außenseiter Ibrahim Jeilan kurz vor dem Ziel noch abgefangen. Der äthiopische Titelverteidiger Kenenisa Bekele, der verletzungsbedingt seit anderthalb Jahren keinen Wettkampf mehr bestritten hatte, gab nach 15 von 25 Runden auf.

### Marathon
| Platz | Athlet              | Land | Zeit (h) |
| ----- | ------------------- | ---- | -------- |
| 1     | Abel Kirui          | KEN  | 2:07:38  |
| 2     | Vincent Kipruto     | KEN  | 2:10:06  |
| 3     | Feyisa Lilesa       | ETH  | 2:10:32  |
| 4     | David Barmasai Tumo | KEN  | 2:11:39  |
| 5     | Eliud Kiptanui      | KEN  | 2:11:50  |
| 6     | Hiroyuki Horibata   | JPN  | 2:11:52  |
| 7     | Ruggero Pertile     | ITA  | 2:11:57  |
| 8     | Stephen Kiprotich   | UGA  | 2:12:57  |

Datum: 4. September, 9:00 Uhr

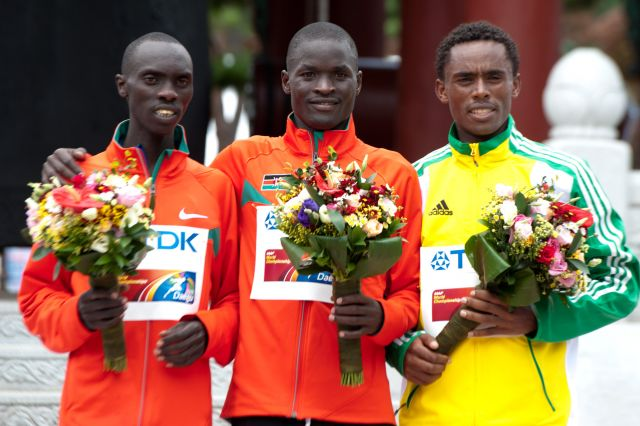
Siegerehrung (v. l. n. r.): Vincent Kipruto, Abel Kirui, Feyisa Lilesa

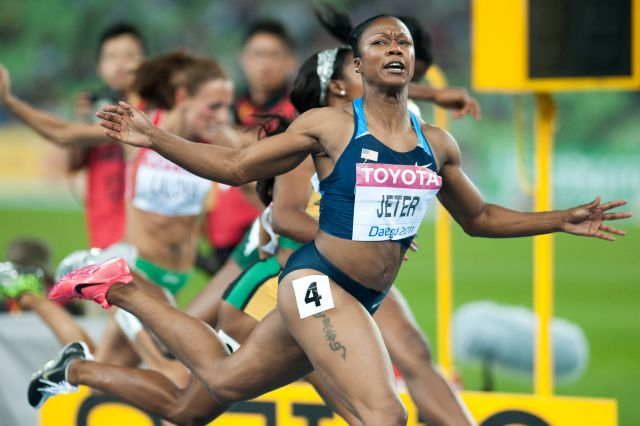
Carmelita Jeter – nach zweimal WM-Bronze hier als Weltmeisterin im Ziel

In diesem Wettbewerb wurden drei Marokkaner wegen Verstoßes gegen die Antidopingbestimmungen disqualifiziert:
- Abderrahime Bouramdane, zunächst Vierter Die IAAF sperrte den Läufer wegen Unregelmäßigkeiten in seinem Biologischen Pass für zwei Jahre. Alle seine seit dem 14. April 2011 erzielten Resultate wurden annulliert.[6]
- Ahmed Baday, zunächst auf Rang 24. Er hatte verbotene Substanzen eingesetzt, seine seit dem 26. März 2010 erzielten Resultate wurden für die nächsten zwei Jahre gestrichen.[7]
- Abderrahim Goumri, Ziel nicht erreicht. Er wurde zusammen mit acht weiteren Sportlern bei Nachtests des Verstoßes gegen die Antidopingbestimmungen überführt. In seinem Fall ging es konkret um Unregelmäßigkeiten in seinem Biologischen Pass. Schon seit 2009 waren Verdachtsmomente aufgetaucht und sein Verband sperrte ihn schließlich für vier Jahre.[8]

#### Marathon-Cup
| Platz | Land                | Athleten                                              | Zeit (h) |
| ----- | ------------------- | ----------------------------------------------------- | -------- |
| 01    | Kenia               | Abel Kirui Vincent Kipruto David Barmasai Tumo        | 6:29:23  |
| 02    | Japan               | Hiroyuki Horibata Kentarō Nakamoto Yūki Kawauchi      | 6:41:13  |
| 03    | Spanien             | José Manuel Martínez Rafael Iglesias Pablo Villalobos | 6:53:31  |
| 04    | Volksrepublik China | Dong Guojian Li Zicheng Wu Shiwei                     | 6:54:32  |
| 05    | Südkorea            | Jeong Jin-hyeok Lee Myong-seung Hwang Jun-Hyeon       | 6:57:03  |
| 06    | USA                 | Mike Morgan Mike Sayenko Jeff Eggleston               | 7:04:52  |

Finale: 4. September, 9:00 Uhr
In der Mannschaftswertung, dem Marathon-Cup, dessen Resultat nicht in die Medaillenwertung dieser Weltmeisterschaften einging, der jedoch Teil des Weltcups war, errechneten sich die Platzierungen aus der Summe der Zeiten der drei schnellsten Läufer eines Landes. Jede Nation durfte bis zu fünf Teilnehmer stellen.

### 110 m Hürden
| Platz | Athlet           | Land | Zeit (s)                      |
| ----- | ---------------- | ---- | ----------------------------- |
| 1     | Jason Richardson | USA  | 13,16                         |
| 2     | Liu Xiang        | CHN  | 13,27                         |
| 3     | Andrew Turner    | GBR  | 13,44                         |
| 4     | David Oliver     | USA  | 13,44                         |
| 5     | William Sharman  | GBR  | 13,67                         |
| 5     | Aries Merritt    | USA  | 13,67                         |
| DNF   | Dwight Thomas    | JAM  |                               |
| DSQ   | Dayron Robles    | CUB  | IAAF Rule 163.2 – Behinderung |

Finale: 29. August, 21:25 Uhr
Wind: −1,1 m/s

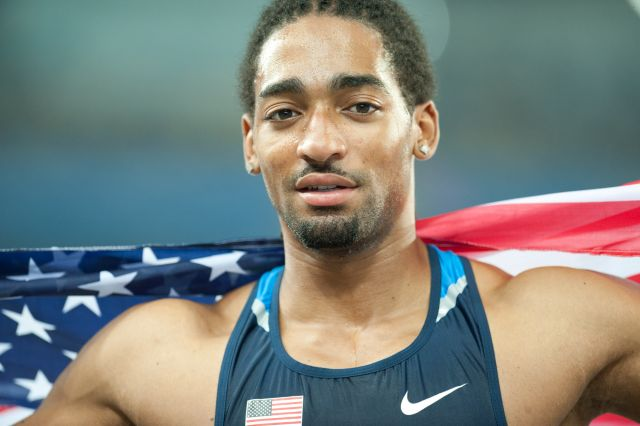
Überraschungsweltmeister Jason Richardson

Der ursprünglich mit 13,14 s als Erster ins Ziel gekommene Dayron Robles wurde nachträglich disqualifiziert, da er Liu Xiang zwei Mal behindert hatte.

### 400 m Hürden

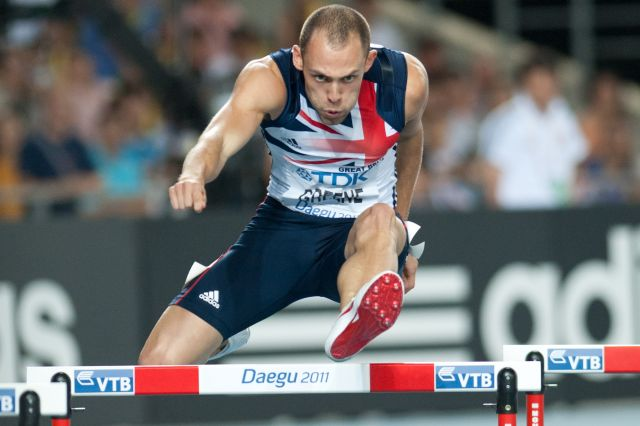
Weltmeister wurde der amtierende Europameister David Greene

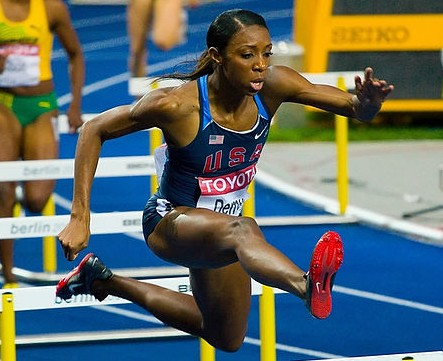
Siegerin Lashinda Demus – vorher zweimal WM-Silber (2005/2009)

| Platz | Athlet                | Land | Zeit (s) |
| ----- | --------------------- | ---- | -------- |
| 1     | David Greene          | GBR  | 48,26    |
| 2     | Javier Culson         | PUR  | 48,44    |
| 3     | Louis Jacobus van Zyl | RSA  | 48,80    |
| 4     | Félix Sánchez         | DOM  | 48,87    |
| 5     | Cornel Fredericks     | RSA  | 49,12    |
| 6     | Bershawn Jackson      | USA  | 49,24    |
| 7     | Angelo Taylor         | USA  | 49,31    |
| 8     | Alexander Derewjagin  | RUS  | 49,32    |

Finale: 1. September, 21:30 Uhr

### 3000 m Hindernis
| Platz | Athlet                      | Land | Zeit (min) |
| ----- | --------------------------- | ---- | ---------- |
| 1     | Ezekiel Kemboi              | KEN  | 8:14,85    |
| 2     | Brimin Kiprop Kipruto       | KEN  | 8:16,05    |
| 3     | Mahiedine Mekhissi          | FRA  | 8:16,09    |
| 4     | Bouabdellah Tahri           | FRA  | 8:17,56    |
| 5     | Roba Gari                   | ETH  | 8:18,37    |
| 6     | Jacob Araptany              | UGA  | 8:18,67    |
| 7     | Richard Kipkemboi Mateelong | KEN  | 8:19,31    |
| 8     | Iwan Lukjanow               | MDA  | 8:19,69    |

Finale: 1. September, 20:25 Uhr

### 4 × 100 m Staffel
| Platz | Land                | Athleten | Zeit (s) |
| ----- | ------------------- | --- | -------- |
| 1     | Jamaika             | Nesta Carter Michael Frater Yohan Blake Usain Bolt (Finale) im Vorlauf außerdem: Dexter Lee                                 | 37,04 WR |
| 2     | Frankreich          | Teddy Tinmar Christophe Lemaitre Yannick Lesourd Jimmy Vicaut                                                               | 38,20    |
| 3     | St. Kitts und Nevis | Jason Rogers Kim Collins Antoine Adams Brijesh Lawrence                                                                     | 38,49    |
| 4     | Polen               | Paweł Stempel Dariusz Kuć Robert Kubaczyk Kamil Kryński                                                                     | 38,50    |
| 5     | Italien             | Michael Tumi Simone Collio Emanuele Di Gregorio Fabio Cerutti                                                               | 38,96    |
| 6     | Trinidad und Tobago | Keston Bledman Marc Burns Aaron Armstrong Richard Thompson                                                                  | 39,01    |
| DNF   | Großbritannien      | Christian Malcolm Craig Pickering Marlon Devonish Harry Aikines-Aryeetey                                                    |          |
| DNF   | USA                 | Trell Kimmons Justin Gatlin Darvis Patton (Finale) Walter Dix (Finale) im Vorlauf außerdem: Maurice Mitchell Travis Padgett |          |

Finale: 4. September, 21:00 Uhr
Hier gab es den einzigen Weltrekord dieser Weltmeisterschaften.
Doping:

Die im Vorlauf ausgeschiedene südkoreanische Staffel wurde disqualifiziert, weil mit Lim Hee-nam einer der beteiligten Läufer des Einsatzes der verbotenen Substanz Methylhexanamin bei diesen Weltmeisterschaften überführt und für zwei Jahre gesperrt wurde.

### 4 × 400 m Staffel
| Platz | Land           | Athleten | Zeit (min) |
| ----- | -------------- | --- | ---------- |
| 1     | USA            | Greg Nixon Bershawn Jackson (Finale) Angelo Taylor (Finale) LaShawn Merritt im Vorlauf außerdem: Jamaal Torrance Michael Berry | 2:59,31    |
| 2     | Südafrika      | Shane Victor Ofentse Mogawane Willem de Beer Luis Jacobus van Zyl (Finale) im Vorlauf außerdem: Oscar Pistorius                | 2:59,87    |
| 3     | Jamaika        | Allodin Fothergill Jermaine Gonzales (Finale) Riker Hylton Leford Green im Vorlauf außerdem: Lansford Spence                   | 3:00,10    |
| 4     | Belgien        | Jonathan Borlée Antoine Gillet Nils Duerinck Kevin Borlée                                                                      | 3:00,41    |
| 5     | Kenia          | Vincent Kiplangat Kosgei Vincent Mumo Kiilu Anderson Mureta Mutegi Mark Kiprotich Muttai                                       | 3:01,15    |
| 6     | Großbritannien | Richard Strachan Nigel Levine Christopher Clarke Martyn Rooney                                                                 | 3:01,16    |
| 7     | Deutschland    | Jonas Plass Kamghe Gaba Miguel Rigau (Finale)I Thomas Schneider im Vorlauf außerdem: Eric Krüger                               | 3:01,37    |
| DOP   | Russland       | Maxim Dyldin Konstantin Swetschkar Pawel Trenichin Denis Alexejew                                                              | 3:00,22    |

Finale: 2. September, 21:15 Uhr
Doping:

Die zunächst viertplatzierte russische Staffel wurde disqualifiziert, weil mit Denis Alexejew einer der beteiligten Läufer verbotene Steroide bei den Olympischen Spielen 2008 eingesetzt hatte, was zu einer Sperre von vier Jahren führte. Seine zwischen August 2008 und Juni 2013 erzielten Resultate wurden gestrichen, darunter auch das Ergebnis der russischen Staffel bei diesen Weltmeisterschaften.

### 20 km Gehen
| Platz | Athlet              | Land | Zeit (h) |
| ----- | ------------------- | ---- | -------- |
| 1     | Luis Fernando López | COL  | 1:20:38  |
| 2     | Wang Zhen           | CHN  | 1:20:54  |
| 3     | Kim Hyun-sub        | KOR  | 1:21:17  |
| 4     | Yūsuke Suzuki       | JPN  | 1:21:39  |
| 5     | Alex Schwazer       | ITA  | 1:21:50  |
| 6     | Erick Barrondo      | GUA  | 1:22:08  |
| 7     | Chu Yafei           | CHN  | 1:22:10  |
| 8     | Wang Hao            | CHN  | 1:22:49  |

Datum: 28. August, 9:00 Uhr

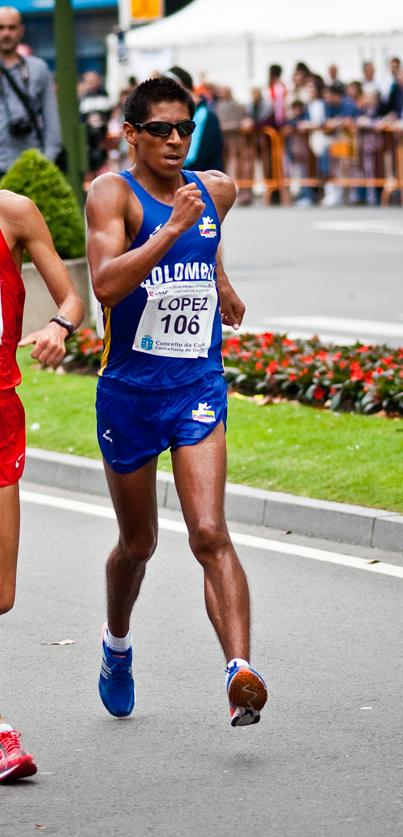
Weltmeister Luis Fernando López

Zunächst wurde das Rennen vom Italiener Giorgio Rubino, der später wegen Nichteinhaltung der Gehregeln disqualifiziert wurde, und Yusuke Suzuki bestimmt. Kurz vor Kilometer 15 setzte sich der nachträglich aufgrund von Dopingverstößen disqualifizierte Waleri Bortschin aus Russland an die Spitze und ging als Erster durchs Ziel. Genauso wie sein Landsmann Wladimir Kanaikin, der als Zweiter die Ziellinie überquert hatte, wurde Bortschin jedoch wie auch bei anderen Veranstaltungen nachträglich disqualifiziert. So siegte nach Abschluss der nachträglich vorgenommenen Disqualifikationen der Kolumbianer Luis Fernando López vor dem Chinesen Wang Zhen.
In diesem Wettbewerb gab es sechs dopingbedingte Disqualifikationen, davon vier für russische, eine für einen ukrainischen und eine für einen türkischen Geher.
- Waleri Bortschin, Russland, zunächst auf Rang 1. Er erhielt als Wiederholungstäter 2015 eine achtjährige Sperre, die rückwirkend zum 15. Oktober 2012 begann. Unter anderem sein Resultat von diesen Weltmeisterschaften wurde annulliert.[11]
- Wladimir Kanaikin, Russland, zunächst Zweiter. Er hatte das verbotene Mittel Erythropoetin (EPO) eingesetzt, was mit einer zweijährigen Sperre geahndet wurde. Unter anderem sein Resultat von diesen Weltmeisterschaften wurde gestrichen.[12]
- Stanislaw Jemeljanow, Russland, zunächst Fünfter. Er wurde 2010 wegen Abweichungen in seinem Biologischen Pass für zwei Jahre gesperrt. Unter anderem sein Resultat von diesen Weltmeisterschaften wurde annulliert.[13] Er verletzte später noch einmal die Antidopingbestimmungen und wurde vom Internationalen Sportgerichtshof CAS mit einer Sperre von acht Jahren belegt, die am 7. April 2017 begann.[14]
- Ruslan Dmytrenko, Ukraine, zunächst Siebter. Er verstieß im August 2009 gegen die Antidopingbestimmungen, seine vom 14. August 2009 bis 4. Mai 2020 erzielten Resultate wurden gestrichen, darunter sein Resultat von diesen Weltmeisterschaften.[15]
- Sergei Morosow, Russland, zunächst Zwölfter. Der russische Leichtathletikverband verhängte 2012 gegen ihn als Mehrfachtäter im Jahr 2012 eine lebenslange Sperre, nachdem sein Biologischer Pass ein abnormales Hämoglobin-Profil aufwies. Vor den Olympischen Spielen 2008 war er bereits einmal für zwei Jahre wegen Doping mit EPO gesperrt.[16]
- Recep Çelik, Türkei, ursprünglich Rang 28. Zunächst erhielt der Athlet eine zweijährige Sperre wegen einer positiven Dopingprobe von Mai 2012. Bei Nachtests erwies sich auch eine Probe von August 2011 als positiv. Daraufhin wurde Recep Çelik mit einer weiteren Sperre von acht Jahren belegt, beginnend am 27. September 2016. Die Resultate des Gehers seit dem 25. Juli 2011 wurden annulliert.[17]

### 50 km Gehen
| Platz | Athlet              | Land | Zeit (h)   |
| ----- | ------------------- | ---- | ---------- |
| 1     | Denis Nischegorodow | RUS  | 3:42:45    |
| 2     | Jared Tallent       | AUS  | 3:43:36    |
| 3     | Si Tianfeng         | CHN  | 3:44:40    |
| 4     | Luke Adams          | AUS  | 3:45:31    |
| 5     | Kōichirō Morioka    | JPN  | 3:46:21    |
| 6     | Park Chil-sung      | KOR  | 3:47:13 NR |
| 7     | Xu Faguang          | CHN  | 3:47:19    |
| 8     | Takayuki Tanii      | JPN  | 3:48:03    |

Datum: 3. September, 8:00 Uhr
Dieser Wettbewerb war von drei Dopingfällen überschattet, betroffen waren ausschließlich russische Athleten.
- Sergei Bakulin, zunächst Rang 1. Er wurde als Mehrfachtäter mit einer Sperre von acht Jahren belegt, die im April 2027 endet. Unter anderem sein Titel als Weltmeister 2011 im 50-km-Gehen wurde ihm aberkannt.[18]
- Sergei Kirdjapkin, Ziel nicht erreicht. Nach einer CAS-Entscheidung wurden alle Resultate des Gehers vom 20. August 2009 bis 15. Oktober 2012 annulliert. Die russische Antidopingagentur RUSADA hatte zuvor trotz der Abweichungen im Biologischen Pass des Athleten keine Disqualifikationen aussprechen wollen, unter anderem war davon Kirdjapkins Olympiasieg 2012 betroffen. Der CAS-Entscheid wurde nach Einspruch der IAAF schließlich rechtswirksam. Auch eine mindestens zweijährige Sperre wird die Folge des Dopingvergehens sein.[19]
- Igor Jerochin, wegen unsauberen Gehens disqualifiziert. Er wurde 2008 zusammen mit vier weiteren russischen Gehern positiv auf Erythropoetin (EPO) getestet und für zwei Jahre gesperrt.[20] Es folgte ein weiterer Befund von Unregelmäßigkeiten in seinem Blutprofil, der eine lebenslange Sperre nach sich zog. Alle nach Februar 2011 erzielten Resultate des Gehers wurden gestrichen.[21]

### Hochsprung

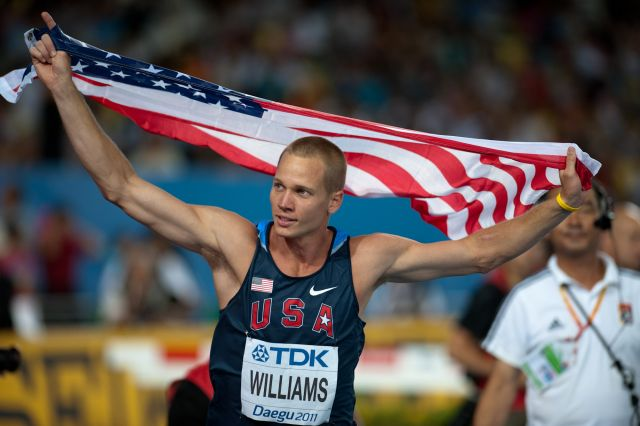
Weltmeister Jesse Williams

| Platz | Athlet                  | Land | Höhe (m) |
| ----- | ----------------------- | ---- | -------- |
| 1     | Jesse Williams          | USA  | 2,35     |
| 2     | Alexei Dmitrik          | RUS  | 2,35     |
| 3     | Trevor Barry            | BAH  | 2,32     |
| 4     | Jaroslav Bába           | CZE  | 2,32     |
| 5     | Dimitrios Chondrokoukis | GRE  | 2,32     |
| 5     | Iwan Uchow              | RUS  | 2,32     |
| 7     | Mutaz Essa Barshim      | QAT  | 2,32     |
| 8     | Alexander Schustow      | RUS  | 2,29     |

Finale: 1. September, 19:10 Uhr

### Stabhochsprung

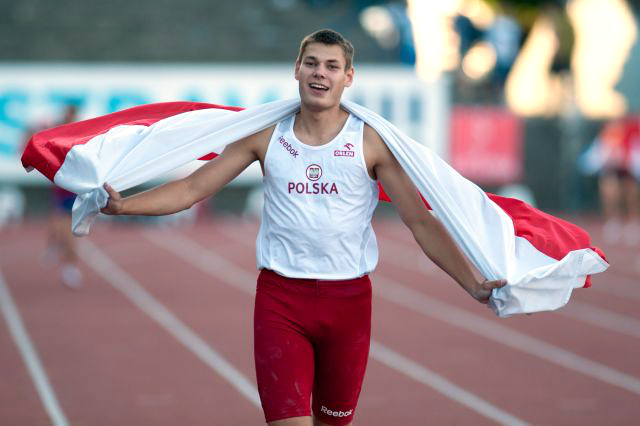
Weltmeister Paweł Wojciechowski

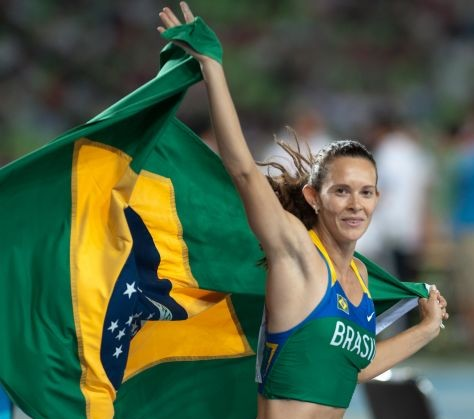
Überraschungsweltmeisterin Fabiana Murer

| Platz | Athlet                  | Land | Höhe (m)   |
| ----- | ----------------------- | ---- | ---------- |
| 1     | Paweł Wojciechowski     | POL  | 5,90 WL    |
| 2     | Lázaro Borges           | CUB  | 5,90 WL/NR |
| 3     | Renaud Lavillenie       | FRA  | 5,85       |
| 4     | Łukasz Michalski        | POL  | 5,85       |
| 5     | Malte Mohr              | GER  | 5,85       |
| 6     | Konstandinos Filippidis | GRE  | 5,75 NR    |
| 7     | Mateusz Didenkow        | POL  | 5,75       |
| 8     | Fábio da Silva          | BRA  | 5,65       |

Finale: 29. August, 22:25 Uhr

### Weitsprung
| Platz | Athlet              | Land | Weite (m) |
| ----- | ------------------- | ---- | --------- |
| 1     | Dwight Phillips     | USA  | 8,45      |
| 2     | Mitchell Watt       | AUS  | 8,33      |
| 3     | Ngonidzashe Makusha | ZIM  | 8,29      |
| 4     | Yahya Berrabah      | MAR  | 8,23      |
| 5     | Luvo Manyonga       | RSA  | 8,21      |
| 6     | Alexander Menkow    | RUS  | 8,19      |
| 7     | Christian Reif      | GER  | 8,19      |
| 8     | Sebastian Bayer     | GER  | 8,17      |

Finale: 2. September, 19:20 Uhr

### Dreisprung

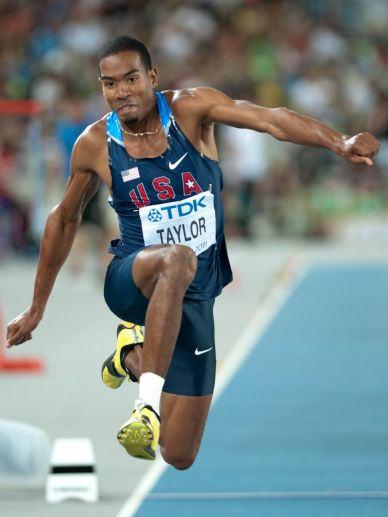
Christian Taylor – Weltmeister mit Weltjahresbestleistung

| Platz | Athlet            | Land | Weite (m) |
| ----- | ----------------- | ---- | --------- |
| 1     | Christian Taylor  | USA  | 17,96 WL  |
| 2     | Phillips Idowu    | GBR  | 17,77     |
| 3     | Will Claye        | USA  | 17,50     |
| 4     | Alexis Copello    | CUB  | 17,47     |
| 5     | Nelson Évora      | POR  | 17,35     |
| 6     | Christian Olsson  | SWE  | 17,23     |
| 7     | Leevan Sands      | BAH  | 17,21     |
| 8     | Benjamin Compaoré | FRA  | 17,17     |

Finale: 4. September, 19:05 Uhr

### Kugelstoßen
| Platz | Athlet             | Land | Weite (m) |
| ----- | ------------------ | ---- | --------- |
| 1     | David Storl        | GER  | 21,78     |
| 2     | Dylan Armstrong    | CAN  | 21,64     |
| 3     | Christian Cantwell | USA  | 21,36     |
| 4     | Reese Hoffa        | USA  | 20,99     |
| 5     | Marco Fortes       | POR  | 20,83     |
| 6     | Ryan Whiting       | USA  | 20,75     |
| 7     | Adam Nelson        | USA  | 20,29     |
| 8     | Tomasz Majewski    | POL  | 20,18     |

Finale: 2. September, 19:00 Uhr

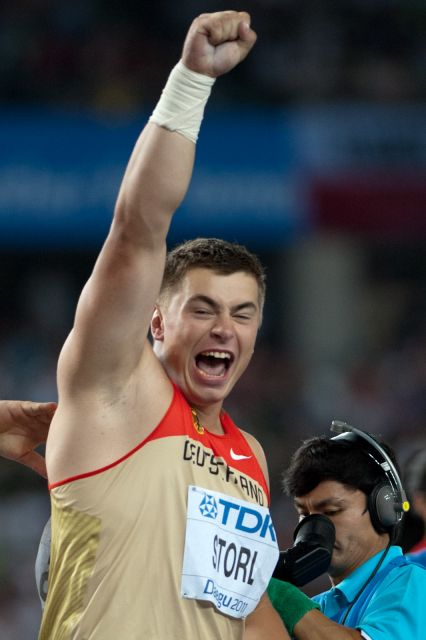
David Storl – Titelträger mit dem letzten Stoß

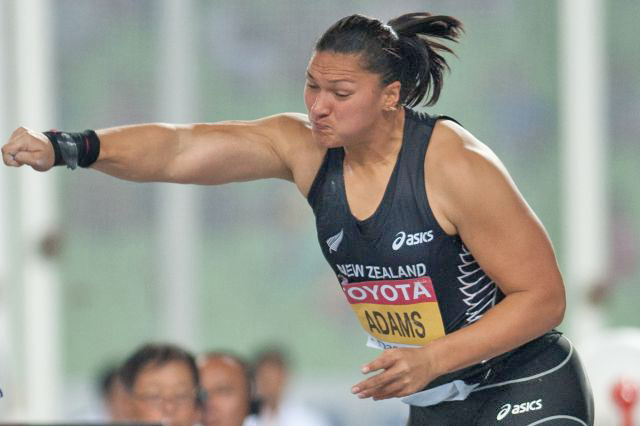
Valerie Adams siegte zum dritten Mal in Folge und egalisierte den WM-Rekord

In diesem Wettbewerb gab es zwei Dopingfälle:
- Andrej Michnewitsch, Belarus, zunächst Dritter. Er wurde wegen wiederholter Verstöße gegen die Antidopingbestimmungen vom 26. Dezember 2012 an lebenslang gesperrt. Alle seine seit den Weltmeisterschaften Weltmeisterschaften 2005 erzielten Resultate wurden gestrichen.[22]
- Andrij Semenow, Ukraine, in der Qualifikation ausgeschieden. Ein im Jahr 2019 vorgenommener Nachtest seiner Proben von diesen Weltmeisterschaften war positiv. Semenov hatte das unerlaubte Mittel Turinabol eingesetzt. Gegen ihn wurde eine zweijährige Sperre bis 2021 verhängt. Alle seine vom 22. August 2011 bis 22. August 2013 erzielten Resultate wurden gestrichen.[23]

### Diskuswurf
| Platz | Athlet            | Land | Weite (m) |
| ----- | ----------------- | ---- | --------- |
| 1     | Robert Harting    | GER  | 68,97     |
| 2     | Gerd Kanter       | EST  | 66,95     |
| 3     | Ehsan Hadadi      | IRI  | 66,08     |
| 4     | Märt Israel       | EST  | 65,20     |
| 5     | Benn Harradine    | AUS  | 64,77     |
| 6     | Virgilijus Alekna | LTU  | 64,09     |
| 7     | Vikas Gowda       | IND  | 64,05     |
| 8     | Jorge Fernández   | CUB  | 63,54     |

Finale: 30. August, 19:55 Uhr
Doping:

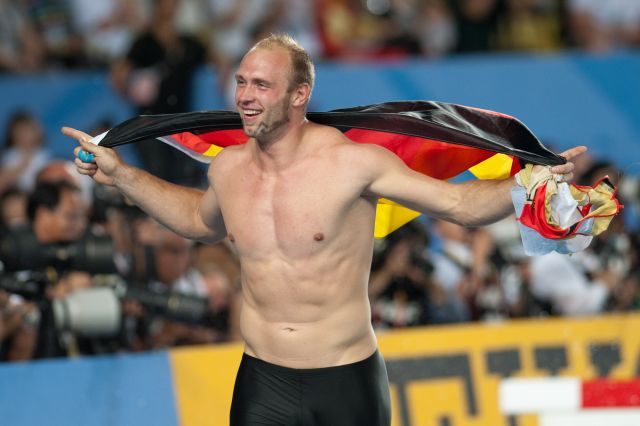
Überlegener Sieg für Titelverteidiger Robert Harting

Der in der Qualifikation ausgeschiedene Ungar Zoltán Kővágó wurde nach einer am 11. August 2011 verweigerten Dopingprobe im Jahr 2012 vom Internationalen Sportgerichtshof CAS für zwei Jahre gesperrt. Unter anderem sein Resultat von diesen Weltmeisterschaften wurde gestrichen.

### Hammerwurf
| Platz | Athlet            | Land | Weite (m) |
| ----- | ----------------- | ---- | --------- |
| 1     | Kōji Murofushi    | JPN  | 81,24     |
| 2     | Krisztián Pars    | HUN  | 81,18     |
| 3     | Primož Kozmus     | SLO  | 79,39     |
| 4     | Markus Esser      | GER  | 79,12     |
| 5     | Pawel Krywizki    | BLR  | 78,53     |
| 6     | Kirill Ikonnikow  | RUS  | 78,37     |
| 7     | Szymon Ziółkowski | POL  | 77,64     |
| 8     | Nicola Vizzoni    | ITA  | 77,04     |

Finale: 29. August, 19:15 Uhr
Doping:

Dem zunächst zehntplatzierten Tadschiken Dilschod Nasarow wurde bei einem Nachtest im Jahr 2019 der Einsatz eines verbotenen anabolen Steroids nachgewiesen. Alle seine zwischen dem 29. August 2011 und 29. August 2013 erzielten Resultate wurden ihm aberkannt. Außerdem erhielt er eine am 24. September 2019 beginnende zweijährige Sperre.

### Speerwurf

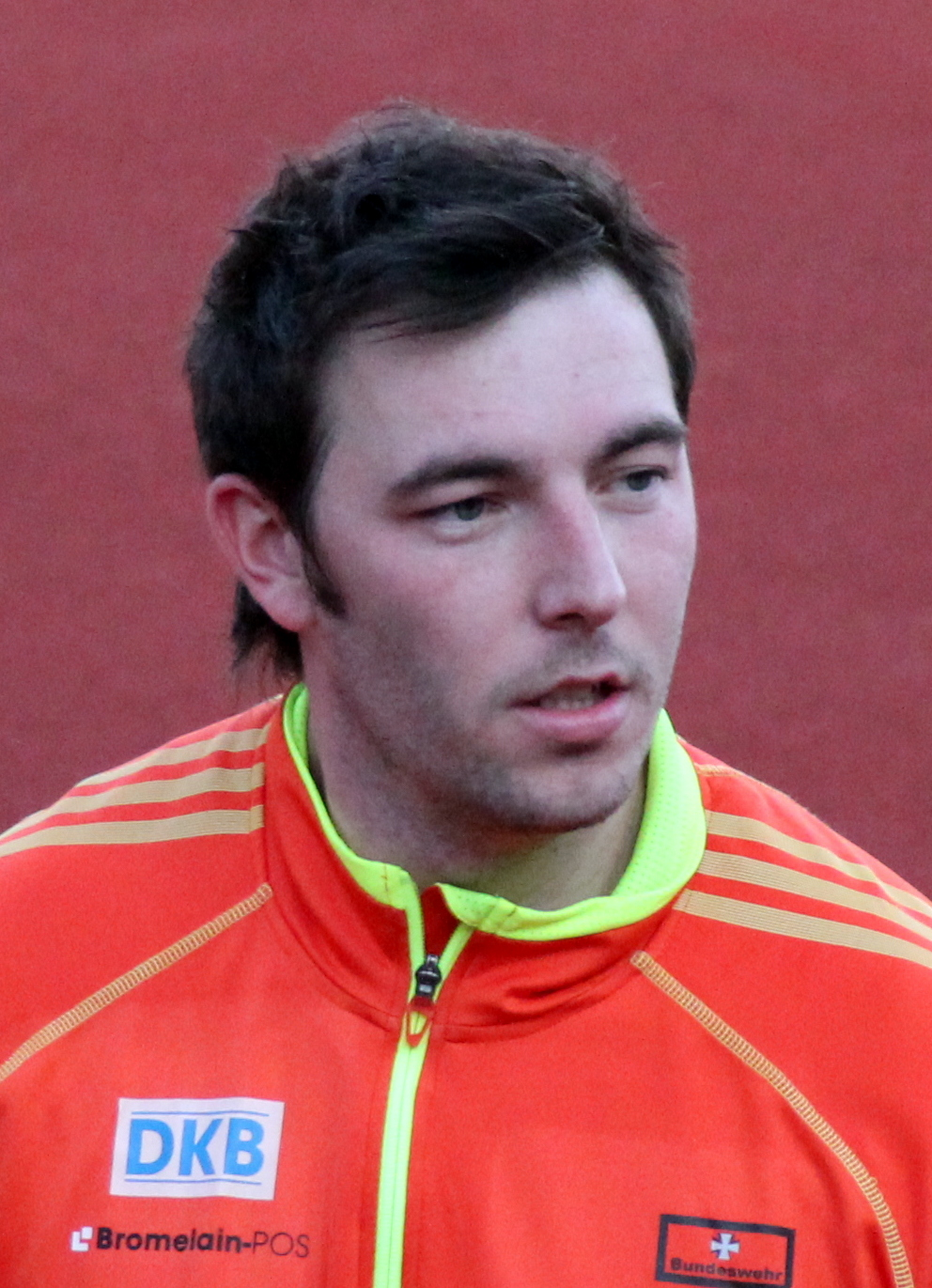
Überraschender Sieg für den Vizeeuropameister von 2010 Matthias de Zordo

| Platz | Athlet              | Land | Weite (m) |
| ----- | ------------------- | ---- | --------- |
| 1     | Matthias de Zordo   | GER  | 86,27     |
| 2     | Andreas Thorkildsen | NOR  | 84,78     |
| 3     | Guillermo Martínez  | CUB  | 84,30     |
| 4     | Vítězslav Veselý    | CZE  | 84,11     |
| 5     | Fatih Avan          | TUR  | 83,34     |
| 6     | Roman Awramenko     | UKR  | 82,51     |
| 7     | Jarrod Bannister    | AUS  | 82,25     |
| 8     | Mark Frank          | GER  | 81,81     |

Finale: 3. September, 19:10 Uhr

### Zehnkampf
| Platz | Athlet             | Land | Punkte  |
| ----- | ------------------ | ---- | ------- |
| 1     | Trey Hardee        | USA  | 8607    |
| 2     | Ashton Eaton       | USA  | 8505    |
| 3     | Leonel Suárez      | CUB  | 8501    |
| 4     | Alexei Drosdow     | RUS  | 8313    |
| 5     | Eelco Sintnicolaas | NED  | 8298    |
| 6     | Mihail Dudaš       | SRB  | 8256 NR |
| 7     | Pascal Behrenbruch | GER  | 8211    |
| 8     | Jan Felix Knobel   | GER  | 8200    |

Datum: 27./28. August

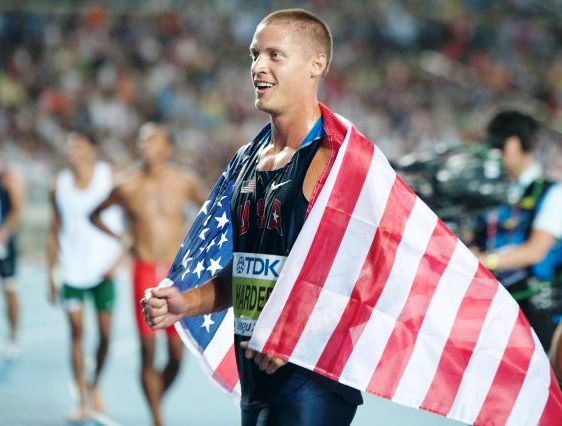
Erneuter Sieg für Titelverteidiger Trey Hardee

Titelverteidiger Trey Hardee setzte sich bei der siebten Disziplin, dem Diskuswurf, an die Spitze und baute mit der vorletzten Disziplin, dem Speerwurf, seinen Vorsprung aus. Ashton Eaton verdrängte im abschließenden 1500-Meter-Lauf Leonel Suárez vom Silberrang.

## Resultate Frauen

### 100 m
| Platz | Athletin                | Land | Zeit (s) |
| ----- | ----------------------- | ---- | -------- |
| 1     | Carmelita Jeter         | USA  | 10,90    |
| 2     | Veronica Campbell-Brown | JAM  | 10,97    |
| 3     | Kelly-Ann Baptiste      | TRI  | 10,98    |
| 4     | Shelly-Ann Fraser-Pryce | JAM  | 10,99    |
| 5     | Blessing Okagbare       | NGR  | 11,12    |
| 6     | Kerron Stewart          | JAM  | 11,15    |
| 7     | Iwet Lalowa             | BUL  | 11,27    |
| 8     | Marshevet Myers         | USA  | 11,33    |

Finale: 29. August, 21:50 Uhr
Wind: −1,4 m/s
In diesem Wettbewerb wurden drei Dopingfälle registriert:
- Semoy Hackett, Trinidad und Tobago, im Halbfinale ausgeschieden. Sie wurde wegen des Einsatzes von Methylhexanamin bei ihren Landesmeisterschaften für ein halbes Jahr gesperrt. Ihre Resultate von den Weltmeisterschaften hier in Daegu im 100-Meter-Einzelrennen und auch mit der Staffel, die ursprünglich den vierten Platz erreicht hatte, wurden annulliert. Im Jahr 2013 gab es einen weiteren positiven Dopingbefund, der mit einer Sperre von zwei Jahren und vier Monaten bis zum 30. April 2015 geahndet wurde.[26]
- Inna Eftimowa, Bulgarien, in der Vorrunde ausgeschieden. Sie wurde zusammen mit zwei weiteren Sportlerinnen bei Nachtests zu diesen Weltmeisterschaften positiv getestet. In ihrem Fall wurden synthetische Wachstumshormone gefunden. Die drei Athletinnen wurden für jeweils zwei Jahre gesperrt, ihre WM-Resultate von Daegu wurden annulliert.[8]
- Norjannah Hafiszah Jamaludin, Malaysia, in der Vorrunde ausgeschieden. Zusammen mit fünf weiteren Athleten ließ sie einen vorgeschriebenen Dopingtest aus. Sie erhielt eine zweijährige Sperre und eine Verwarnung des malaiischen Leichtathletikverbands Malaysia Athletics Union. Ihr Ergebnis von den Weltmeisterschaften in Daegu wurden gestrichen.[27]

### 200 m
| Platz | Athletin                 | Land | Zeit (s) |
| ----- | ------------------------ | ---- | -------- |
| 1     | Veronica Campbell-Brown  | JAM  | 22,22    |
| 2     | Carmelita Jeter          | USA  | 22,37    |
| 3     | Allyson Felix            | USA  | 22,42    |
| 4     | Shalonda Solomon         | USA  | 22,61    |
| 5     | Kerron Stewart           | JAM  | 22,70    |
| 6     | Debbie Ferguson-McKenzie | BAH  | 22,96    |
| 7     | Chrystyna Stuj           | UKR  | 23,02    |
| 8     | Sherone Simpson          | JAM  | 23,17    |

Finale: 2. September, 20:55 Uhr
Wind: −1,0 m/s
Doping:

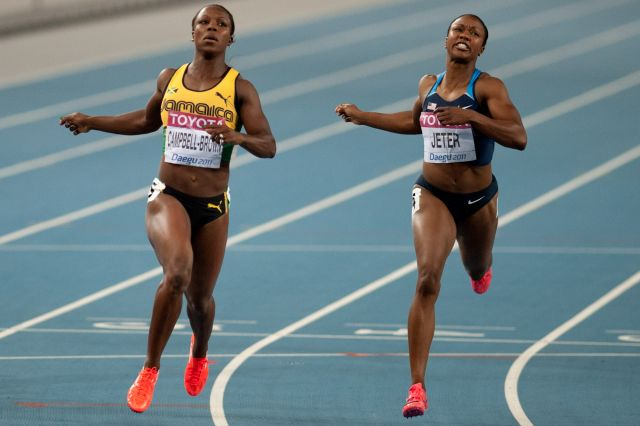
Es war äußerst knapp: Veronica Campbell-Brown vor Carmelita Jeter

Die Resultate der im Halbfinale ausgeschiedenen Russin Julija Guschtschina wurden nach positiven Dopingbefunden in Nachtests aus dem Jahr 2017 von den Olympischen Spielen 2012 und den Weltmeisterschaften 2011 hier in Daegu beginnend mit dem 1. September 2011 bis 31. Dezember 2014 annulliert. Die Athletin wurde außerdem mit einer vierjährigen Sperre bis zum 27. März 2021 belegt.

### 400 m
| Platz | Athletin                    | Land | Zeit (s) |
| ----- | --------------------------- | ---- | -------- |
| 1     | Amantle Montsho             | BOT  | 49,56 NR |
| 2     | Allyson Felix               | USA  | 49,59    |
| 3     | Francena McCorory           | USA  | 50,45    |
| 4     | Antonina Kriwoschapka       | RUS  | 50,66    |
| 5     | Shericka Williams           | JAM  | 50,79    |
| 6     | Sanya Richards-Ross         | USA  | 51,32    |
| 7     | Novlene Williams-Mills      | JAM  | 52,89    |
| DOP   | Anastassija Kapatschinskaja | RUS  | 50,24    |

Finale: 29. August, 21:05 Uhr

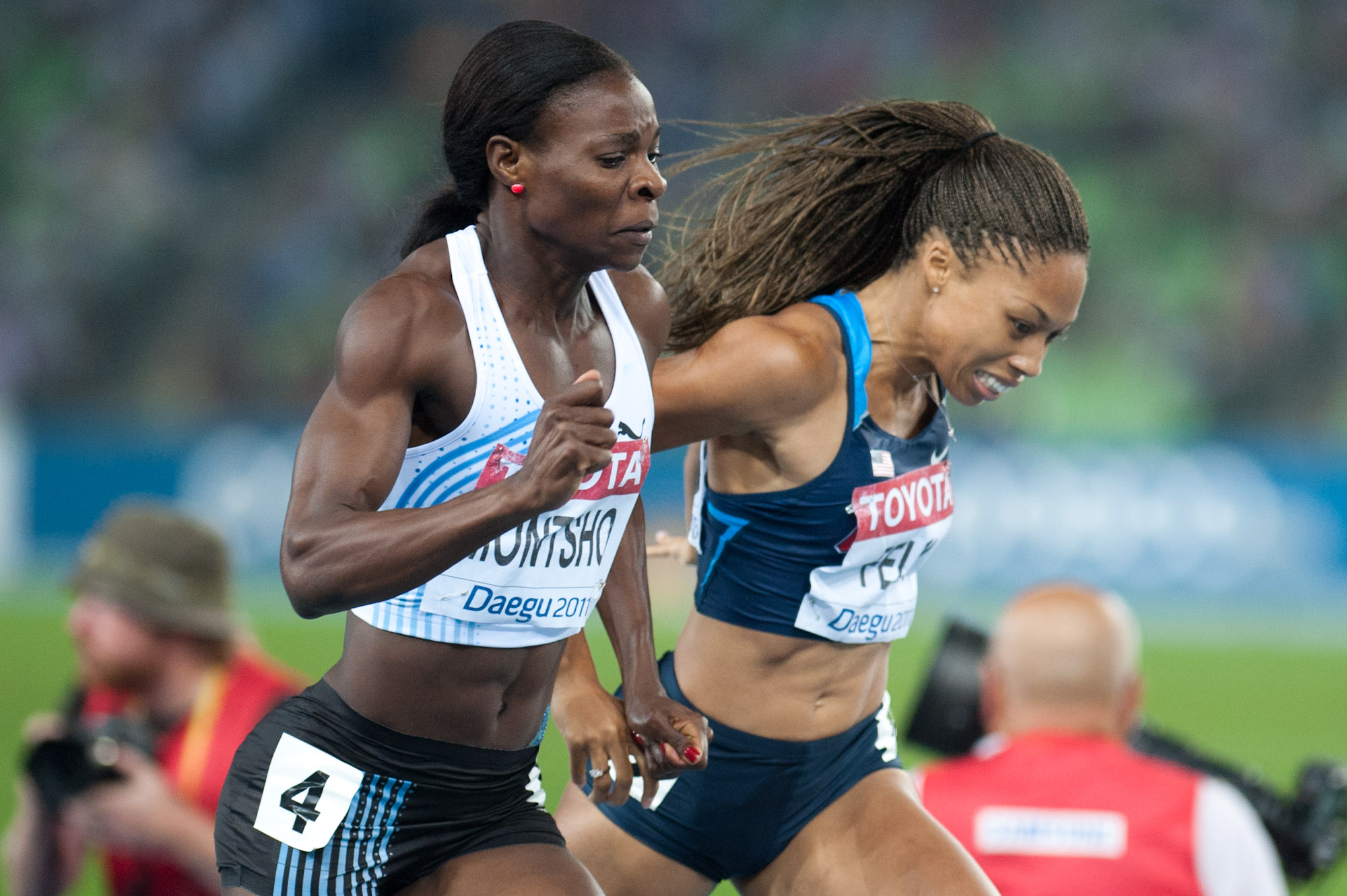
Weltmeisterin Amantle Montsho drei Hundertstelsekunden vor Allyson Felix

Die Goldmedaille für Amantle Montsho war die erste Weltmeisterschaftsmedaille für einen Sportler aus Botswana.
Hier gab es drei Dopingfälle:
- Anastassija Kapatschinskaja, Russland, zunächst Dritte. Sie hatte, wie Nachtests ergaben, wie zwei weitere Athleten Steroide bei den Olympischen Spielen 2008 eingesetzt, was zu einer Sperre von vier Jahren führte. Ihre seit August 2008 erzielten Resultate wurden gestrichen, darunter auch ihr Einzelergebnis über 400 Meter und der dritte Rang der russischen 4-mal-400-Meter-Staffel bei diesen Weltmeisterschaften.[10]
- Antonina Jefremowa, Ukraine, im Halbfinale ausgeschieden. Sie wurde zusammen mit zwei weiteren Sportlerinnen bei Nachtests zu diesen Weltmeisterschaften positiv getestet. In ihrem Fall wurden synthetische Hormone gefunden. Die drei überführten Athletinnen wurden für jeweils zwei Jahre gesperrt. Jefremowas WM-Resultate von Daegu im 400-Meter-Einzelrennen und ihr fünfter Platz mit der 4-mal-400-Meter-Staffel wurden annulliert.[8]
- Pınar Saka, Türkei – in der Vorrunde ausgeschieden. Sie verstieß, wie sich 2013 herausstellte, im Juni 2010 gegen die Antidopingbestimmungen. Der Verstoß wurde mit einer dreijährigen Sperre bis zum 2. Juni 2016 geahndet und ihre Resultate von den Weltmeisterschaften 2011 im 400-Meter-Einzelrennen sowie auch in der 4-mal-400-Meter-Staffel – das Team schied in der Vorrunde aus – wurden gestrichen.[30]

### 800 m
| Platz | Athletin                  | Land | Zeit (min) |
| ----- | ------------------------- | ---- | ---------- |
| 1     | Caster Semenya            | RSA  | 1:56,35    |
| 2     | Janeth Jepkosgei Busienei | KEN  | 1:57,42    |
| 3     | Alysia Montaño            | USA  | 1:57,48    |
| 4     | Maggie Vessey             | USA  | 1:58,50    |
| 5     | Kenia Sinclair            | JAM  | 1:58,66    |
| DOP   | Marija Sawinowa           | RUS  | 1:55,87    |
| DOP   | Jekaterina Kostezkaja     | RUS  | 1:57,82    |
| DOP   | Julija Stepanowa          | RUS  | 1:59,74    |

Finale: 4. September, 20:15 Uhr
In diesem Wettbewerb gab es vier Dopingfälle, betroffen waren drei russische und eine ukrainische Athletin.
- Marija Sawinowa, Russland, zunächst Rang 1. Der Verstoß der Athletin gegen die Antidopingbestimmungen wurde vom Internationalen Sportgerichtshof CAS mit einer Sperre von vier Jahren geahndet. Alle ihre vom 26. Juli 2010 bis 19. August erzielten Resultate wurden gestrichen.[31]
- Jekaterina Kostezkaja, Russland, zunächst Fünfte. Am 28. Juli 2014 gab die IAAF bekannt, dass es Abnormalitäten im Biologischen Pass der Athletin gegeben hatte, die zu einer zweijährigen Sperre bis zum 20. Januar 2015 führten. Kostezkajas betreffende Resultate wurden annulliert, darunter ihr fünfter Rang von diesen Weltmeisterschaften.[32]
- Julija Stepanowa, Russland, zunächst Achte. Die Athletin gehört zusammen mit ihrem Ehemann Witaly Stepanow zu den bekanntesten Whistleblowern der Sportwelt. Im Jahr 2011 wurden Unregelmäßigkeiten in Stepanowas Biologischem Pass gefunden, die zur Aberkennung von Resultaten führte. Ihr Mann Witaly arbeitete bei der russischen Antidopingagentur RUSADA. Als die beiden dann mit Enthüllungen an die Öffentlichkeit gingen, wurde er bei der RUSADA entlassen. Intensiv trug vor allem auch der deutsche Journalist Hajo Seppelt zu den weiteren Aufklärungen bei. Die Athletin beendete ihre Sportlaufbahn, inzwischen lebt das in Russland geächtete Ehepaar nicht mehr in ihrem Heimatland.[33]
- Tetjana Petljuk, Ukraine, im Vorlauf ausgeschieden. Es gab für sie einen für den 18. August 2009 gültigen positiven Dopingtest. Sie wurde nach Feststellung der positiven Probe für zwei Jahre bis zum 19. Februar 2015 gesperrt. Zahlreiche Resultate wurden gestrichen, darunter auch ihr Ergebnis von diesen Weltmeisterschaften.[34]

### 1500 m
| Platz | Athletin               | Land | Zeit (min) |
| ----- | ---------------------- | ---- | ---------- |
| 1     | Jenny Simpson          | USA  | 4:05,40    |
| 2     | Hannah England         | GBR  | 4:05,68    |
| 3     | Natalia Rodríguez      | ESP  | 4:05,87    |
| 4     | Btissam Lakhouad       | MAR  | 4:06,18    |
| 5     | Kalkidan Gezahegne     | ETH  | 4:06,42    |
| 6     | Ingvill Måkestad Bovim | NOR  | 4:06,85    |
| 7     | Mimi Belete            | BRN  | 4:07,60    |
| 8     | Tuğba Karakaya         | TUR  | 4:08,14    |

Finale: 1. September, 20:55 Uhr

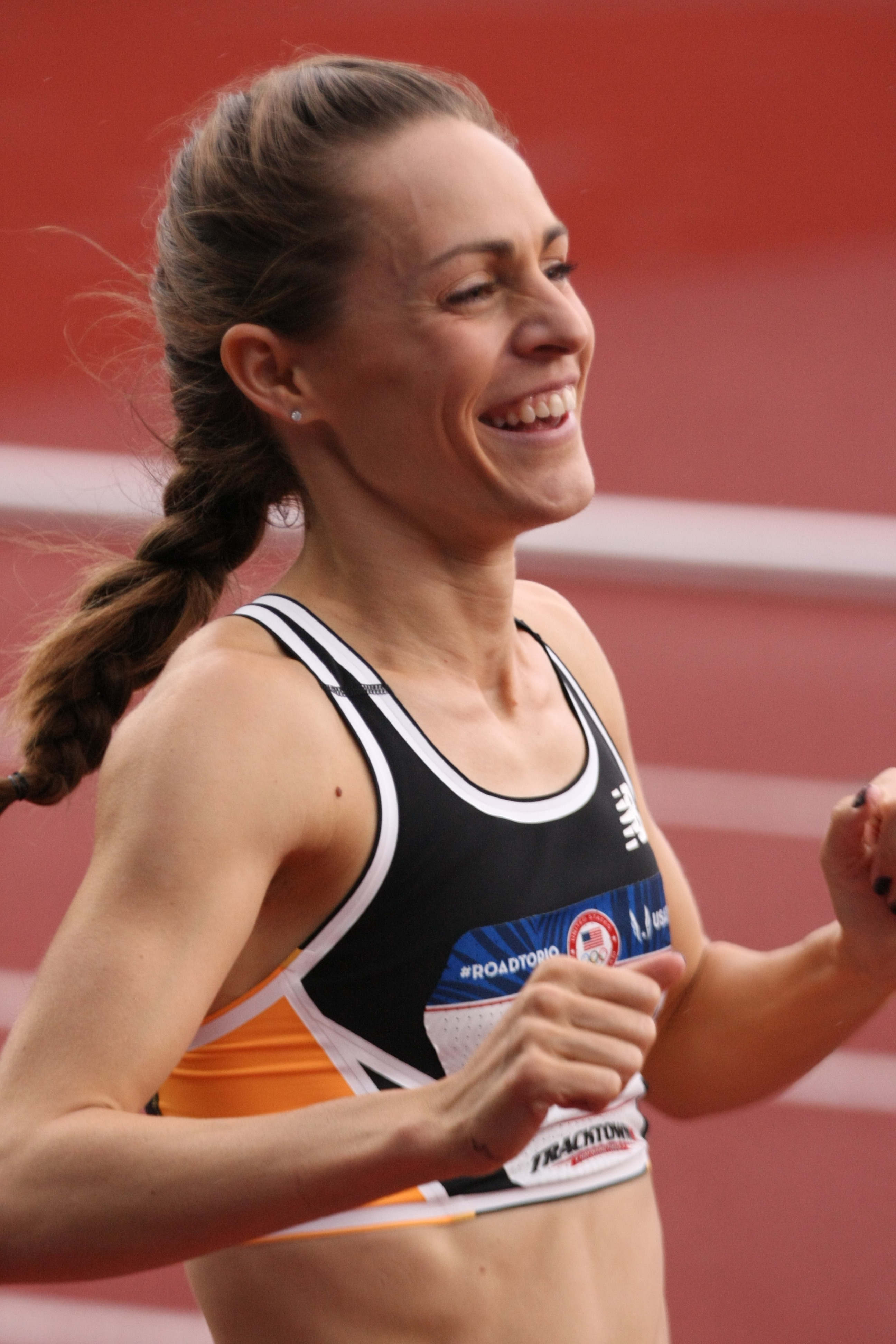
Weltmeisterin Jenny Simpson

Dieser Wettbewerb war mit sieben Dopingfällen belastet, betroffen waren drei Russinen, zwei Ukrainerinnen, eine Belarussin und eine Türkin.
- Natalija Tobias, Ukraine, zunächst Neunte. Sie wurde zusammen mit zwei weiteren Sportlerinnen bei Nachtests zu diesen Weltmeisterschaften positiv getestet. In ihrem Fall wurden synthetische Hormone gefunden. Die drei betreffenden Athletinnen wurden für jeweils zwei Jahre gesperrt, die WM-Resultate der Ukrainerin von Daegu wurden annulliert.[8]
- Jekaterina Martynowa, Russland, im Halbfinale ausgeschieden. Im November 2016 stellte sich nach Auswertung des Biologischen Passes der Athletin Blutdoping heraus. Nach Entscheidung des Internationalen Sportgerichtshofs CAS wurden Martynowa Resultate vom 17. Juni 2011 bis 5. August 2015 annulliert. Außerdem erhielt sie eine dreijährige Sperre.[35]
- Aslı Çakır Alptekin, Türkei, im Halbfinale ausgeschieden. Sie musste als Wiederholungstäterin nach ihrem dritten Verstoß gegen die Antidopingbestimmungen – zuletzt mit überhöhten Werten im Blut – eine Sperre von acht Jahren bis 2021 hinnehmen, die jedoch aufgrund ihrer Mithilfe als Kronzeugin auf vier Jahre verkürzt wurde.[36] Ihr erster positiver Test datiert aus dem Jahr 2004, der zweite hatte die Annullierung aller ihrer Resultate von Juli 2010 bis Oktober 2012 durch den Internationalen Sportgerichtshof CAS zur Folge.[37]
- Olesja Syrewa, Russland, im Halbfinale ausgeschieden. Der russische Leichtathletikverband VFLA sperrte die Läuferin wegen eines abnormalen Hämoglobin-Profils, festgestellt aus ihrem Biologischen Pass, für zwei Jahre bis Februar 2015. Alle ihre seit dem 3. März 2011 erzielten Resultate wurden annulliert.[38]
- Natalja Jewdokimowa, Russland, im Halbfinale ausgeschieden. Gegen sie wurde wegen abnormaler Blutwerte eine vierjährige Sperre ausgesprochen, die am 14. April 2016 begann. Alle ihre zwischen dem 17. August 2009 und 29. Mai 2012 erzielten Ergebnisse wurden gestrichen.[39]
- Natallja Karejwa, Belarus, im Vorlauf ausgeschieden. Sie wurde wegen abnormaler Werte in ihrem Biologischen Pass vom August 2014 an für zwei Jahre gesperrt. Alle ihre Resultate vom 28. Juli 2010 an wurden annulliert.
- Anschelika Schewtschenko, Ukraine, im Vorlauf ausgeschieden. Ihr wurden wegen irregulärer Werte in ihrem Biologischen Pass alle vom 2. Juli 2011 bis 1. Juli 2013 erzielten Resultate aberkannt. Außerdem wurde sie für zwei Jahre bis zum 17. Februar 2015 gesperrt.[40]

### 5000 m
| Platz | Athletin               | Land | Zeit (min) |
| ----- | ---------------------- | ---- | ---------- |
| 1     | Vivian Cheruiyot       | KEN  | 14:55,36   |
| 2     | Sylvia Jebiwott Kibet  | KEN  | 14:56,21   |
| 3     | Meseret Defar          | ETH  | 14:56,94   |
| 4     | Sentayehu Ejigu        | ETH  | 14:59,99   |
| 5     | Mercy Cherono          | KEN  | 15:00,23   |
| 6     | Linet Chepkwemoi Masai | KEN  | 15:01,01   |
| 7     | Lauren Fleshman        | USA  | 15:09,25   |
| 8     | Genzebe Dibaba         | ETH  | 15:09,35   |

Finale: 2. September, 20:25 Uhr
Im 5000-Meter-Lauf gab es zwei Dopingfälle:
- Jelisaweta Gretschischnikowa, Russland, zunächst Vierzehnte. Die russische Antidopingagentur RUSADA verhängte wegen Verstoßes gegen die Antidopingbestimmungen eine zweijährige Sperre bis zum 15. Oktober 2015 gegen die Athletin. Alle ihre seit dem 18. August 2009 erzielten Resultate wurden gestrichen.[41]
- Alemitu Bekele, Türkei, im Vorlauf ausgeschieden. Die Werte in ihrem Biologischen Pass ergaben einen Verstoß gegen die Antidopingbestimmungen. Dies wurde durch die IAAF mit einer Sperre von vier Jahren bis zum 14. Februar 2016 geahndet. Außerdem wurden alle ihre seit dem 17. August 2009 erzielten Resultate annulliert.[42]

### 10.000 m
| Platz | Athletin                  | Land | Zeit (min)  |
| ----- | ------------------------- | ---- | ----------- |
| 1     | Vivian Cheruiyot          | KEN  | 30:48,98    |
| 2     | Sally Kipyego             | KEN  | 30:50,04    |
| 3     | Linet Chepkwemoi Masai    | KEN  | 30:53,59    |
| 4     | Priscah Jepleting Cherono | KEN  | 30:56,43    |
| 5     | Meselech Melkamu          | ETH  | 30:56,55    |
| 6     | Shitaye Eshete            | BRN  | 31:21,57 NR |
| 7     | Shalane Flanagan          | USA  | 31:25,57    |
| 8     | Dulce Félix               | POR  | 31:37,03    |

Datum: 27. August, 21:00 Uhr
Nach 3000 Metern übernahm die amtierende Weltmeisterin Linet Chepkwemoi Masai aus Kenia mit ihren Landsfrauen Sally Kipyego, Vivian Cheruiyot und Priscah Jepleting Cherono die Initiative. Die äthiopische Mitfavoritin Meseret Defar, die drei Tage später Bronze über 5000 Meter gewann, konnte 2000 Meter vor dem Ziel das Tempo nicht mehr mitgehen und gab auf. Anschließend wurden die äthiopischstämmige Bahrainerin Shitaye Eshete und die US-Amerikanerin Shalane Flanagan abgeschüttelt, sodass nur noch die Äthiopierin Meselech Melkamu den Kenianerinnen die Medaillen streitig machen konnte. Crosslauf-Weltmeisterin Vivian Cheruiyot führte zu Beginn der letzten 400 Meter und sicherte sich mit einer Schlussrunde von 61 Sekunden souverän den Titel.

### Marathon
| Platz | Athletin              | Land | Zeit (h) |
| ----- | --------------------- | ---- | -------- |
| 1     | Edna Kiplagat         | KEN  | 2:28:43  |
| 2     | Priscah Jeptoo        | KEN  | 2:29:00  |
| 3     | Sharon Jemutai Cherop | KEN  | 2:29:14  |
| 4     | Bezunesh Bekele       | ETH  | 2:29:21  |
| 5     | Yukiko Akaba          | JPN  | 2:29:35  |
| 6     | Zhu Xiaolin           | CHN  | 2:29:58  |
| 7     | Isabellah Andersson   | SWE  | 2:30:13  |
| 8     | Wang Jiali            | CHN  | 2:30:25  |

Datum: 27. August, 9:00 Uhr

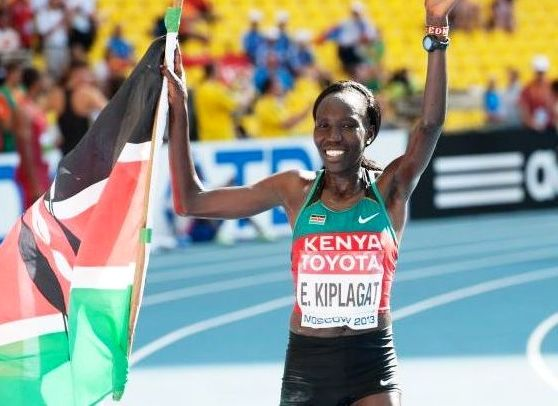
Weltmeisterin Edna Kiplagat

Erstmals bei Weltmeisterschaften gingen alle drei Medaillen an Läuferinnen eines Landes.
Der Marathonlauf war von drei Dopingfällen betroffen.
- Tetjana Gamera, Ukraine, zunächst Fünfzehnte. Sie erhielt wegen Blutdopings, das aus ihrem Biologischen Pass ersichtlich wurde, eine vierjährige Sperre bis zum 29. September 2019. Ihre seit August 2011 erzielten Resultate wurden gestrichen.[43]
- Bahar Doğan, Türkei, zunächst Rang 36. Sie wurde wegen Auffälligkeiten in ihrem Biologischen Pass vom 31. März 2015 bis zum 30. September 2017 gesperrt. Zahlreiche Resultate wurden gestrichen, darunter das von diesen Weltmeisterschaften.[44]
- Kateryna Stezenko, Ukraine, Ziel nicht erreicht. Aufgrund von Auffälligkeiten in ihrem Biologischen Pass wurde die Athletin vom 27. April 2016 bis zum 26. August 2018 gesperrt. Ihre seit dem 26. August 2011 erzielten Resultate wurden für den nachfolgenden Zeitraum von fünf Jahren annulliert.[45]

#### Marathon-Cup
| Platz | Land                | Athletinnen                                        | Zeit (h) |
| ----- | ------------------- | -------------------------------------------------- | -------- |
| 1     | Kenia               | Edna Kiplagat Priscah Jeptoo Sharon Jemutai Cherop | 7:26:57  |
| 2     | Volksrepublik China | Zhou Chunxiu Wang Jiali Chen Rong                  | 7:31:34  |
| 3     | Äthiopien           | Bezunesh Bekele Aberu Kebede Atsede Baysa          | 7:32:20  |
| 4     | Japan               | Yukiko Akaba Remi Nakazato Yoshimi Ozaki           | 7:32:58  |
| 5     | USA                 | Tera Moody Kathy Newberry Alisa McKaig             | 7:47:55  |
| 6     | Südkorea            | Kim Sung-eun Lee Sook-jung Chung Yun-hee           | 7:49:58  |

Datum: 27. August, 9:00 Uhr
Im Marathonlauf gab es zusätzlich auch eine Teamwertung. Es waren fünf Läuferinnen je Nation zugelassen, für die Wertung wurden die Zeiten der jeweils besten drei addiert. Der Wettbewerb zählte allerdings nicht zum offiziellen Medaillenspiegel.

### 100 m Hürden

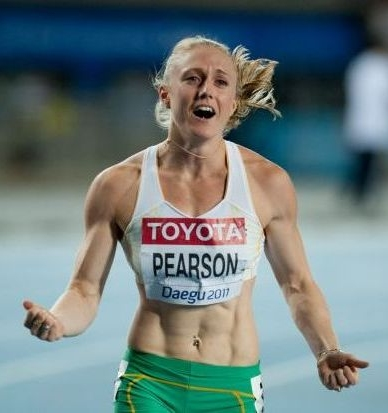
Weltmeisterin Sally Pearson, frühere Sally McLellan

| Platz | Athletin            | Land | Zeit (s)    |
| ----- | ------------------- | ---- | ----------- |
| 1     | Sally Pearson       | AUS  | 12,28 CR/WL |
| 2     | Danielle Carruthers | USA  | 12,47       |
| 3     | Dawn Harper         | USA  | 12,47       |
| 4     | Tiffany Porter      | GBR  | 12,63       |
| 5     | Tatjana Dektjarjowa | RUS  | 12,82       |
| 6     | Nikkita Holder      | CAN  | 12,93       |
| 7     | Phylicia George     | CAN  | 17,97       |
| DNF   | Kellie Wells        | USA  |             |

Finale: 3. September, 21:00 Uhr
Wind: +1,1 m/s

### 400 m Hürden
| Platz | Athletin                 | Land | Zeit (s) |
| ----- | ------------------------ | ---- | -------- |
| 1     | Lashinda Demus           | USA  | 52,47 WL |
| 2     | Melaine Walker           | JAM  | 52,73    |
| 3     | Natalja Antjuch          | RUS  | 53,85    |
| 4     | Kaliese Spencer          | JAM  | 54,01    |
| 5     | Anastassija Rabtschenjuk | UKR  | 54,18    |
| 6     | Wanja Stambolowa         | BUL  | 54,23    |
| 7     | Zuzana Hejnová           | CZE  | 54,23    |
| 8     | Jelena Tschurakowa       | RUS  | 55,17    |

Finale: 1. September, 21:15 Uhr

### 3000 m Hindernis
| Platz | Athletin              | Land | Zeit (min) |
| ----- | --------------------- | ---- | ---------- |
| 1     | Habiba Ghribi         | TUN  | 9:11,97 NR |
| 2     | Milcah Chemos Cheywa  | KEN  | 9:17,16    |
| 3     | Mercy Wanjiku Njoroge | KEN  | 9:17,88    |
| 4     | Lydia Rotich          | KEN  | 9:25,74    |
| 5     | Sofia Assefa          | ETH  | 9:28,24    |
| 6     | Gesa Felicitas Krause | GER  | 9:32,74    |
| 7     | Birtukan Adamu        | ETH  | 9:36,81    |
| 8     | Emma Coburn           | USA  | 9:51,50    |

Finale: 30. August, 21:20 Uhr

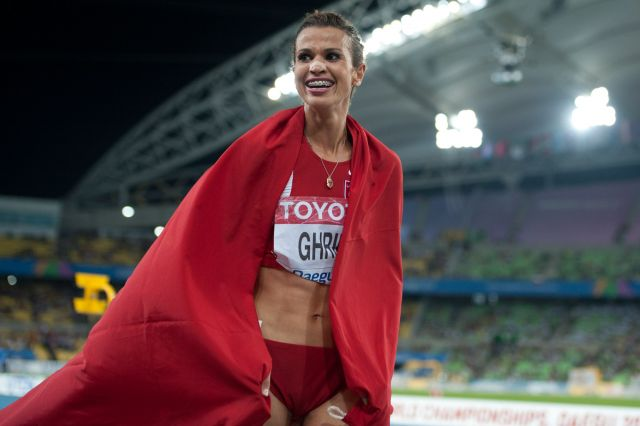
Weltmeisterin Habiba Ghribi – hier noch in der Annahme bei ihrer Medaille handele sich um Silber

Gesa Felicitas Krause stellte mit ihren 9:32,74 min einen neuen Deutschen A-Jugendrekord und einen U20-Europarekord auf.
Dieser Wettbewerb war von sechs Dopingfällen überschattet.
- Julija Saripowa, Russland, zunächst Rang 1. Sie gehörte zu einer Gruppe von elf weiteren russischen Athleten, deren Nachtests früherer Dopingproben positiv waren. Bei ihr wurde das verbotene Steroid Turinabol gefunden, was vom Internationalen Sportgerichtshof CAS mit einer Sperre von zweieinhalb Jahren geahndet wurde. Ihre zwischen dem 20. Juni und 20. August 2011 sowie vom 3. Juli bis zum 3. September 2012 erzielten Resultate wurden annulliert.[46]
- Binnaz Uslu, Türkei, zunächst Siebte. Sie wurde erstmals 2007 bei einem Dopingverstoß erwischt und erhielt eine zweijährige Sperre.[47] Auch für die Weltmeisterschaften 2011 stellte sich bei Nachtests heraus, dass die Läuferin gedopt hatte, sodass ihr Resultat gestrichen wurde.[48] Sie wurde als Mehrfachtäterin auf Lebenszeit gesperrt.[49]
- Hanane Ouhaddou, Marokko, zunächst Achte. Sie wurde zweimal des Verstoßes gegen die Antidopingbestimmungen überführt und zuletzt mit einer Sperre von acht Jahren bis zum 10. Mai 2024 belegt. Ihre seit 2009 erzielten Resultate wurden annulliert.[50]
- Ljubow Charlamowa, Russland, zunächst Elfte. Sie wurde wegen eines positiven Dopingtests vom 27. Juli 2010 mit einer Sperre von zwei Jahren bis zum 14. Juni 2019 belegt. Ihre seit dem 27. Juli 2010 erzielten Resultate wurden annulliert.[51]
- Sara Moreira, Portugal, zunächst Zwölfte. Sie wurde zusammen mit einem weiteren Athleten des Einsatzes der verbotenen Substanz Methylhexanamin bei diesen Weltmeisterschaften überführt und für zwei Jahre gesperrt.[9]
- Iríni Kokkinaríou, Griechenland, im Vorlauf ausgeschieden. Ihr wurden zusammen mit acht anderen Athleten kurz vor den Olympischen Spielen 2012 Abweichungen im Biologischen Pass nachgewiesen. Sie erhielt eine Sperre und unter anderem ihr Resultat von diesen Weltmeisterschaften wurde gestrichen.[52]

### 4 × 100 m Staffel
| Platz | Land                | Athletinnen | Zeit (s) |
| ----- | ------------------- | --- | -------- |
| 1     | USA                 | Bianca Knight Allyson Felix (Finale) Marshevet Myers Carmelita Jeter (Finale) im Vorlauf außerdem: Shalonda Solomon Alexandria Anderson | 41,56 WL |
| 2     | Jamaika             | Shelly-Ann Fraser-Pryce Kerron Stewart Sherone Simpson Veronica Campbell-Brown (Finale) im Vorlauf außerdem: Jura Levy                  | 41,70 NR |
| 3     | Ukraine             | Olessja Powch Natalija Pohrebnjak Marija Rjemjen Chrystyna Stuj                                                                         | 42,51    |
| 4     | Frankreich          | Myriam Soumaré Céline Distel Lina Jacques-Sébastien Véronique Mang                                                                      | 42,70    |
| 5     | Nigeria             | Gloria Asumnu Oludamola Osayomi Agnes Osazuwa Blessing Okagbare                                                                         | 42,93    |
| 6     | Brasilien           | Ana Cláudia Silva Vanda Gomes Franciela Krasucki Rosângela Santos                                                                       | 43,10    |
| DOP   | Trinidad und Tobago | Kai Selvon Kelly-Ann Baptiste Semoy Hackett Michelle-Lee Ahye                                                                           | 42,58    |
| DOP   | Russland            | Julija Guschtschina Natalja Russakowa Jelisaweta Sawlinis Alexandra Fedoriwa                                                            | 42,93    |

Datum 4. September, 20:35 Uhr
Zwei Staffeln wurden aufgrund von Verstößen gegen die Antidopingbestimmungen disqualifiziert:
- Trinidad und Tobago, zunächst auf dem vierten Platz. Das Team wurde nachträglich disqualifiziert, weil es bei Semoy Hackett einen positiven Drogenbefund gab. Die Läuferin wurde nach einem positiven Dopingbefund für zwei Jahre und vier Monate bis zum 30. April 2015 gesperrt. Sie hatte im Jahr 2011 wegen des Einsatzes von Methylhexanamin bei ihren Landesmeisterschaften bereits eine Sperre von einem halben Jahr hinnehmen müssen. Ihre Resultate von den Weltmeisterschaften hier in Daegu wurden annulliert. Davon betroffen war ihr Einzelrennen über 100 Meter und auch das der Staffel.[26]
- Russland, zunächst auf Rang sechs. Die Disqualifikation der Mannschaft erfolgte aufgrund der Teilnahme von Julija Guschtschina, deren Resultate – hier in der Staffel sowie im 100-Meter-Einzelrennen (im Halbfinale ausgeschieden) – beginnend mit dem 1. September 2011 bis 31. Dezember 2014 annulliert wurden, weil es in Nachtests aus dem Jahr 2017 von den Olympischen Spielen 2012 und den Weltmeisterschaften 2011 hier in Daegu positive Dopingbefunde gegeben hatte. Die Athletin wurde außerdem mit einer vierjährigen Sperre bis zum 27. März 2021 belegt.[28][29]

### 4 × 400 m Staffel
| Platz | Land           | Athletinnen | Zeit (min) |
| ----- | -------------- | --- | ---------- |
| 1     | USA            | Sanya Richards-Ross (Finale) Allyson Felix (Finale) Jessica Beard Francena McCorory im Vorlauf außerdem: Natasha Hastings Keshia Baker                     | 3:18,09 WL |
| 2     | Jamaika        | Rosemarie Whyte Davita Prendergast Novlene Williams-Mills (Finale) Shericka Williams (Finale) im Vorlauf außerdem: Shereefa Lloyd Patricia Hall            | 3:18,71 NR |
| 3     | Großbritannien | Perri Shakes-Drayton Nicola Sanders Christine Ohuruogu Lee McConnell                                                                                       | 3:23,63    |
| 4     | BLR            | Hanna Reischal Juljana Juschtschanka Ilona Ussowitsch Swjatlana Ussowitsch                                                                                 | 3:25,64    |
| 5     | Tschechien     | Denisa Rosolová Zuzana Bergrová Jitka Bartoničková Zuzana Hejnová                                                                                          | 3:26,57    |
| 6     | Nigeria        | Omolara Omotosho Muizat Ajoke Odumosu Margaret Etim Bukola Abogunloko                                                                                      | 3:29,82    |
| DOP   | Russland       | Antonina Kriwoschapka Natalja Antjuch (Finale) Ljudmila Litwinowa Anastassija Kapatschinskaja (Finale) im Vorlauf außerdem: Xenija Wdowina Xenija Sadorina | 3:19,36    |
| DOP   | Ukraine        | Natalija Pyhyda Anastassija Rabtschenjuk (Finale) Hanna Jaroschtschuk Antonina Jefremowa im Vorlauf außerdem: Olha Sawhorodnja                             | 3:23,86    |

Finale: 3. September, 20:40 Uhr
Hier gab es drei Dopingfälle:
- Russland, zunächst auf dem dritten Platz. Ein Mitglied dieser Staffel, die Läuferin Anastassija Kapatschinskaja, hatte, wie Nachtests ergaben, wie zwei weitere Athleten Steroide bei den Olympischen Spielen 2008 eingesetzt, was zu einer Sperre von vier Jahren führte. Kapatschinskajas seit August 2008 erzielten Resultate wurden gestrichen, darunter auch ihr dritter Rang im 400-Meter-Einzelrennen und der dritte Platz der russischen 4-mal-400-Meter-Staffel bei diesen Weltmeisterschaften.[10]
- Ukraine, zunächst auf dem fünften Platz. Mitglied dieser Staffel war Antonina Jefremowa. Sie wurde zusammen mit zwei weiteren Sportlerinnen bei Nachtests zu diesen Weltmeisterschaften positiv getestet. In ihrem Fall wurden synthetische Hormone gefunden. Die drei Athletinnen wurden für jeweils zwei Jahre gesperrt, Jefremowas WM-Resultate von Daegu im 400-Meter-Einzelrennen, wo sie im Halbfinale ausgeschieden war, und ihr fünfter Platz mit der 4-mal-400-Meter-Staffel wurden annulliert.[8]
- Türkei. in der Vorrunde ausgeschieden. Pınar Saka, Mitglied dieser Staffel, verstieß, wie sich 2013 herausstellte, im Juni 2010 gegen die Antidopingbestimmungen. Der Verstoß wurde mit einer dreijährigen Sperre bis zum 2. Juni 2016 geahndet und Sakas Resultate von den Weltmeisterschaften 2011 im 400-Meter-Einzelrennen, wo sie der Vorrunde ausgeschieden war, sowie auch in der 4-mal-400-Meter-Staffel wurden gestrichen.[30]

### 20 km Gehen
| Platz | Athletin            | Land | Zeit (h) |
| ----- | ------------------- | ---- | -------- |
| 1     | Liu Hong            | CHN  | 1:30:00  |
| 2     | Elisa Rigaudo       | ITA  | 1:30:44  |
| 3     | Qoijing Gyi         | CHN  | 1:31:14  |
| 4     | Susana Feitor       | POR  | 1:31:26  |
| 5     | Ana Cabecinha       | POR  | 1:31:36  |
| 6     | Kristina Saltanovič | LTU  | 1:31:40  |
| 7     | Beatriz Pascual     | ESP  | 1:31:46  |
| 8     | Inês Henriques      | POR  | 1:32:06  |

Datum: 31. August, 9:00 Uhr

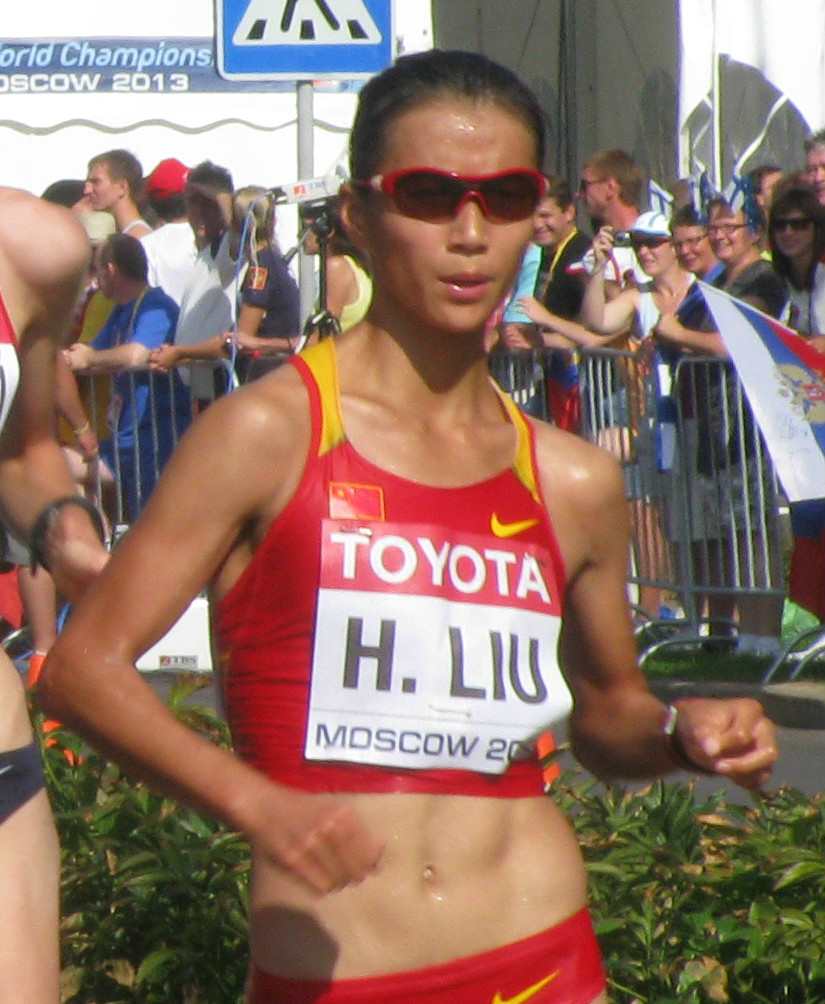
Im 20-km-Gehen siegte die Vizeweltmeisterin von 2009 Liu Hong

In diesem Wettbewerb traten fünf Geherinnen an, die gegen die Antidopingbestimmungen verstoßen hatten.
- Olga Kaniskina, Russland, zunächst Rang 1. Alle Resultate der Geherin vom 15. August 2009 bis zum 15. Oktober 2012 wurden wegen Unregelmäßigkeiten in ihrem Biologischen Pass annulliert. Außerdem wurde sie rückwirkend für 38 Monate gesperrt, was jedoch faktisch keine Auswirkungen mehr hatte, weil Kaniskina inzwischen vom Leistungssport zurückgetreten war.[53]
- Anissja Kirdjapkina, Russland, zunächst Dritte, nach Kaniskinas Disqualifikation zunächst aufgerückt auf Rang 2. Sie wurde vom Internationalen Sportgerichtshof CAS wegen Blutauffälligkeiten für drei Jahre gesperrt. Ihre bei den Weltmeisterschaften 2011 und 2013 gewonnenen Medaillen musste sie zurückgeben.[54]
- Olena Schumkina, Ukraine, zunächst Zwölfte. Sie wurde wegen auffälliger Blutwerte in ihrem Biologischen Pass für dreieinhalb Jahre gesperrt. Ihre seit Mai 2011 erzielten Ergebnisse wurden gestrichen.[55]
- Tatjana Minejewa, Russland, zunächst Siebzehnte. Sie wurde wegen abnormaler Blutwerte, die aus ihrem Biologischen Pass hervorgingen, für zwei Jahre gesperrt. Ihre seit dem 12. Juli 2011 erzielten Resultate wurden annulliert.[56]
- Semiha Mutlu, Türkei, Ziel nicht erreicht. Sie wurde wegen Verstoßes gegen die Antidopingbestimmungen, festgestellt für den 20. August 2011, für zweieinhalb Jahre bis zum 2. September 2017 gesperrt. Unter anderem ihr bei diesen Weltmeisterschaften erzieltes Ergebnis wurde gestrichen.[57]

### Hochsprung
| Platz | Athletin              | Land | Höhe (m) |
| ----- | --------------------- | ---- | -------- |
| 1     | Anna Tschitscherowa   | RUS  | 2,03     |
| 2     | Blanka Vlašić         | CRO  | 2,03     |
| 3     | Antonietta Di Martino | ITA  | 2,00     |
| 4     | Swetlana Schkolina    | RUS  | 1,97     |
| 5     | Zheng Xingjuan        | CHN  | 1,93     |
| 5     | Deirdre Ryan          | IRL  | 1,93     |
| 7     | Doreen Amata          | NGR  | 1,93     |
| 7     | Svetlana Radzivil     | UZB  | 1,93     |

Finale: 3. September, 19:00 Uhr
Zwei Hochspringerinnen hatten gegen die Antidopingbestimmungen verstoßen.
- Jelena Slessarenko, Russland, zunächst Vierte. Ihr wurde der Einsatz der verbotenen Substanz Turinabol bei den Olympischen Spielen 2008 und bei diesen Weltmeisterschaften nachgewiesen. Sie erhielt eine vierjährige Sperre bis Oktober 2020. Die erzielten Resultate unter anderem für die Olympischen Spiele 2008 und für diese Weltmeisterschaften wurden ihr aberkannt.[58]
- Marielys Rojas, Venezuela, in der Qualifikation ausgeschieden. Ihr wurde ein Verstoß gegen die Antidopingbestimmungen für den 27. Oktober 2011 nachgewiesen. Die erzielten Resultate unter anderem für diese Weltmeisterschaften wurden annulliert und sie erhielt eine zweijährige Sperre bis zum 21. November 2013.[59]

### Stabhochsprung
| Platz | Athletin               | Land | Höhe (m) |
| ----- | ---------------------- | ---- | -------- |
| 1     | Fabiana Murer          | BRA  | 4,85 AM  |
| 2     | Martina Strutz         | GER  | 4,80 DR  |
| 3     | Swetlana Feofanowa     | RUS  | 4,75     |
| 4     | Jennifer Suhr          | USA  | 4,70     |
| 5     | Yarisley Silva         | CUB  | 4,70 NR  |
| 6     | Jelena Issinbajewa     | RUS  | 4,65     |
| 7     | Jiřina Ptáčníková      | CZE  | 4,65     |
| 8     | Nikoleta Kyriakopoulou | GRE  | 4,65     |

Finale: 30. August, 19:05 Uhr

### Weitsprung
| Platz | Athletin                      | Land | Weite (m) |
| ----- | ----------------------------- | ---- | --------- |
| 1     | Brittney Reese                | USA  | 6,82      |
| 2     | Ineta Radēviča                | LAT  | 6,76      |
| 3     | Nastassja Mirontschyk-Iwanowa | BLR  | 6,74      |
| 4     | Carolina Klüft                | SWE  | 6,56      |
| 5     | Janay DeLoach                 | USA  | 6,56      |
| 6     | Darja Klischina               | RUS  | 6,50      |
| 7     | Karin Melis Mey               | TUR  | 6,44      |
| 8     | Mayookha Johny                | IND  | 6,37      |

Finale: 28. August, 18:15 Uhr

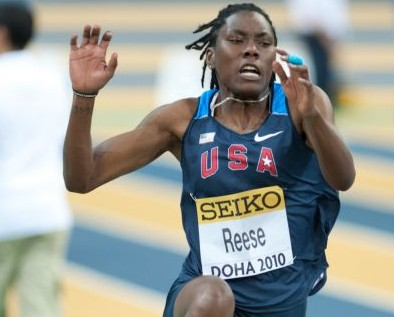
Brittney Reese – erneuter Sieg für die Titelverteidigerin

Bei Nastassja Mirontschyk-Iwanowa wurde regelgerecht der Abdruck ihres Pferdeschwanzes zur Weitenmessung verwendet. Eine Fotoauswertung ohne Berücksichtigung dieses Abdrucks hatte eine Weite von 6,90 m ergeben.
Doping:

Die zunächst zweitplatzierte Russin Olga Kutscherenko wurde wegen Verstoßes gegen die Antidopingbestimmungen für zwei Jahre gesperrt. Die bei diesen Weltmeisterschaften zunächst errungene Silbermedaille musste sie zurückgeben.

### Dreisprung
| Platz | Athletin          | Land | Weite (m) |
| ----- | ----------------- | ---- | --------- |
| 1     | Olha Saladucha    | UKR  | 14,94     |
| 2     | Olga Rypakowa     | KAZ  | 14,89     |
| 3     | Caterine Ibargüen | COL  | 14,84     |
| 4     | Mabel Gay         | CUB  | 14,67     |
| 5     | Yamilé Aldama     | GBR  | 14,50     |
| 6     | Yargelis Savigne  | CUB  | 14,43     |
| 7     | Anna Kuropatkina  | RUS  | 14,23     |
| 8     | Baya Rahouli      | ALG  | 14,12     |

Finale: 1. September, 19:20 Uhr

### Kugelstoßen
| Platz | Athletin                  | Land | Weite (m) |
| ----- | ------------------------- | ---- | --------- |
| 1     | Valerie Adams             | NZL  | 21,24 CRe |
| 2     | Jillian Camarena-Williams | USA  | 20,02     |
| 3     | Gong Lijiao               | CHN  | 19,97     |
| 4     | Jewgenija Kolodko         | RUS  | 19,78     |
| 5     | Li Ling                   | CHN  | 19,78     |
| 6     | Anna Awdejewa             | RUS  | 19,54     |
| 7     | Nadine Kleinert           | GER  | 19,26     |
| 8     | Michelle Carter           | USA  | 18,78     |

Finale: 29. August, 20:40 Uhr
In diesem Wettbewerb gab es zwei Dopingfälle.
- Nadseja Astaptschuk, Belarus, zunächst Zweite. Ihr wurden drei Mal Dopingverstöße während ihrer Karriere als Kugelstoßerin nachgewiesen. Erstmals wurde sie am Tag vor und nach ihrem Sieg bei den Olympischen Spielen 2012 positiv getestet, die Goldmedaille musste sie zurückgeben. Nur wenig später ergab ein Nachtest zu den Weltmeisterschaften 2005 ebenfalls ein positives Ergebnis. Auch dieser Titel wurde ihr aberkannt.[61] Nach Ablauf der im Zusammenhang mit dem Dopingfall 2012 ausgesprochenen Sperre von vier Jahren startete sie bei den Olympischen Spielen 2016 und wurde erneut positiv getestet. Ihre dort zunächst errungene Bronzemedaille musste sie zurückgeben.[62] Im Anschluss wurde unter anderem auch ihr Resultat von den Weltmeisterschaften hier in Daegu gestrichen.[63]
- Anna Omarowa, Russland, zunächst Zehnte. Ihr Ergebnis bei Nachtests zu diesen Weltmeisterschaften im Jahr 2017 war positiv, sie gab den Dopingverstoß zu und wurde für zwei Jahre gesperrt. Ihr Resultat wurde annulliert.[64]

### Diskuswurf
| Platz | Athletin                | Land | Weite (m) |
| ----- | ----------------------- | ---- | --------- |
| 1     | Li Yanfeng              | CHN  | 66,52     |
| 2     | Nadine Müller           | GER  | 65,97     |
| 3     | Yarelys Barrios         | CUB  | 65,73     |
| 4     | Żaneta Glanc            | POL  | 63,91     |
| 5     | Stephanie Brown Trafton | USA  | 63,65     |
| 6     | Tan Jian                | CHN  | 62,96     |
| 7     | Dragana Tomašević       | SRB  | 62,48     |
| 8     | Nicoleta Grasu          | ROU  | 62,08     |

Finale: 28. August 19:15 Uhr
Doping:

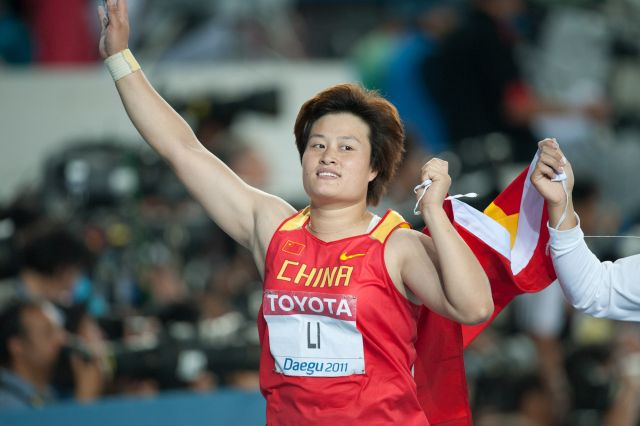
Li Yanfeng nach ihrem Titelgewinn

Die zunächst elftplatzierte Russin Darja Pischtschalnikowa wurde als Mehrfachtäterin nach einem positiven Dopingtest von den Olympischen Spielen 2012 im Jahr 2013 für zehn Jahre gesperrt. Eine erste Sperre hatte sie von Juli 2008 bis April 2011 hinnehmen müssen. Im Anschluss wurde unter anderem auch ihr Resultat von den Weltmeisterschaften hier in Daegu gestrichen.

### Hammerwurf
| Platz | Athletin         | Land | Weite (m) |
| ----- | ---------------- | ---- | --------- |
| 1     | Tatjana Lyssenko | RUS  | 77,13     |
| 2     | Betty Heidler    | GER  | 76,06     |
| 3     | Zhang Wenxiu     | CHN  | 75,03     |
| 4     | Yipsi Moreno     | CUB  | 74,48     |
| 5     | Anita Włodarczyk | POL  | 73,56     |
| 6     | Bianca Perie     | ROU  | 72,04     |
| 7     | Kathrin Klaas    | GER  | 71,89     |
| 8     | Silvia Salis     | ITA  | 69,88     |

Finale: 4. September, 18:15 Uhr
Doping:

Eine positive Dopingprobe der zunächst achtplatzierten Moldawierin Zalina Marghieva führte zur Streichung der Athletin aus der Mannschaft der Republik Moldau für die Olympischen Spiele 2012. Ihr Resultat von diesen Weltmeisterschaften wurde im Zuge der sich daraus ergebenden Konsequenzen annulliert.

### Speerwurf

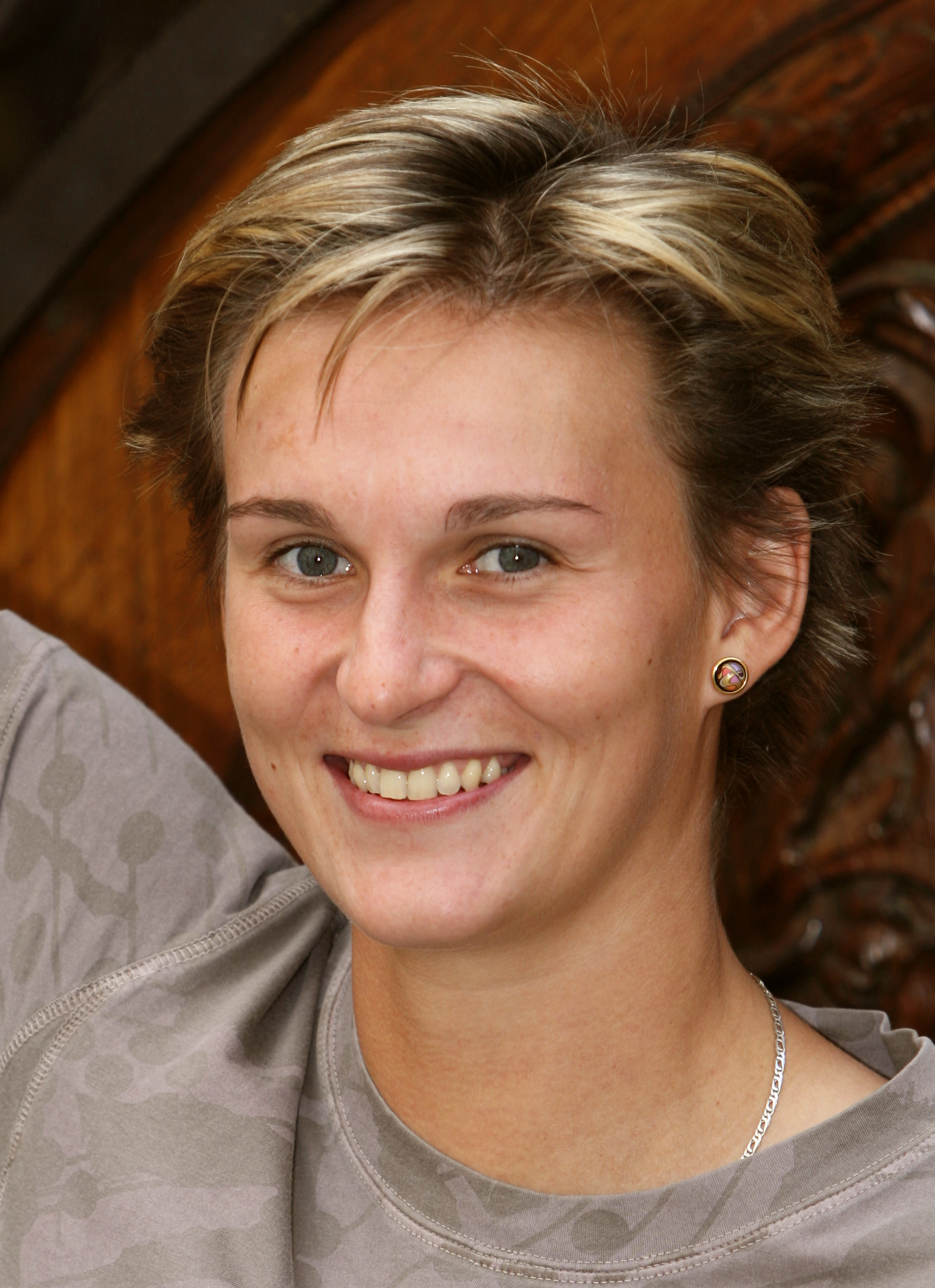
Mit Barbora Špotáková wurde eine der besten Speerwerferin ihrer Zeit zum zweiten Mal Weltmeisterin

| Platz | Athletin            | Land | Weite (m) |
| ----- | ------------------- | ---- | --------- |
| 1     | Barbora Špotáková   | CZE  | 71,58     |
| 2     | Sunette Viljoen     | RSA  | 68,38 AF  |
| 3     | Christina Obergföll | GER  | 65,24     |
| 4     | Katharina Molitor   | GER  | 64,32     |
| 5     | Kimberley Mickle    | AUS  | 61,96     |
| 6     | Martina Ratej       | SLO  | 61,65     |
| 7     | Jarmila Klimešová   | CZE  | 59,27     |
| 8     | Yuki Ebihara        | JPN  | 59,08     |

Finale: 2. September, 19:10 Uhr
In der Qualifikation am Vortag hatte Christina Obergföll 68,76 m weit geworfen.
Doping:

In einem Nachtest wurde der zunächst siegreichen Russin Marija Abakumowa der Einsatz der verbotenen Substanz Turinabol nachgewiesen. Alle ihre zwischen August 2008 und August 2012 erzielten Resultate wurden annulliert, sodass sie ihre WM-Medaillen (2011: Gold / 2009: Bronze) zurückgeben musste. Vorher war ihr wegen eines ersten positiven Tests bereits ihre olympische Silbermedaille von 2008 aberkannt worden.

### Siebenkampf
| Platz | Athletin                   | Land | Punkte |
| ----- | -------------------------- | ---- | ------ |
| 1     | Jessica Ennis              | GBR  | 6751   |
| 2     | Jennifer Oeser             | GER  | 6572   |
| 3     | Karolina Tymińska          | POL  | 6544   |
| 4     | Natalija Dobrynska         | UKR  | 6539   |
| 5     | Lilli Schwarzkopf          | GER  | 6321   |
| 6     | Antoinette Nana Djimou Ida | FRA  | 6309   |
| 7     | Austra Skujytė             | LTU  | 6297   |
| 8     | Jessica Zelinka            | CAN  | 6268   |

Datum: 29./30. August

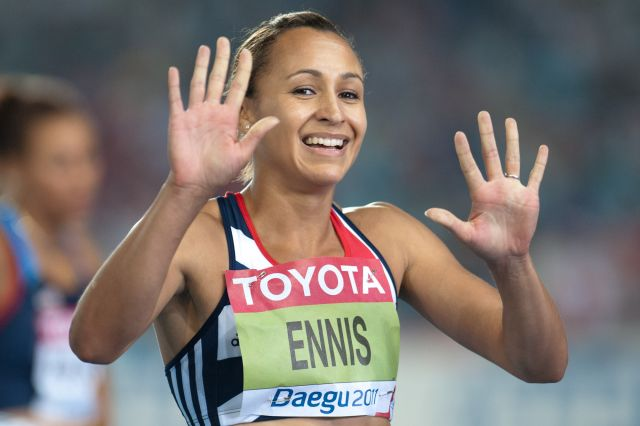
Erneuter Sieg nach 2009 für die amtierende Europameisterin Jessica Ennis

In diesem Wettbewerb waren zwei Dopingfälle zu verzeichnen.
- Tatjana Tschernowa, Russland, zunächst Rang 1. Der Entscheidungsprozess im Zusammenhang mit den gegen die Athletin zu treffenden Maßnahmen zog sich aufgrund ihres Widerspruchs lange hin. Nachdem Tschernowa die gegen sie auch auf der Grundlage des McLaren-Reports erhobenen Vorwürfe akzeptierte, wurden alle ihre vom 17. August 2008 bis 5. Februar 2016 erzielten Resultate gestrichen.[69]
- Ljudmyla Jossypenko, Ukraine, zunächst Zehnte. Sie erhielt wegen eines Dopingverstoßes bei diesen Weltmeisterschaften eine vierjährige Sperre vom 26. März 2013 bis zum 26. März 2017. Ihr WM-Resultat von 2011 wurde annulliert.[70]